# Massif des Alpilles
Le massif des Alpilles [alpij] est un massif montagneux de faible altitude, au paysage de roches blanches calcaires, situé au nord-ouest du département français des Bouches-du-Rhône. Les Opies en sont le point culminant à 496 mètres d'altitude. Le massif s'étend d'ouest en est entre Tarascon et Orgon sur une superficie de 50 000 hectares. Il est partagé par seize communes, bien que très partiellement pour Tarascon et Saint-Martin-de-Crau, où vivent 46 900 personnes. Depuis le 13 juillet 2006, les collectivités locales sont associées au sein du parc naturel régional des Alpilles.

## Toponymie

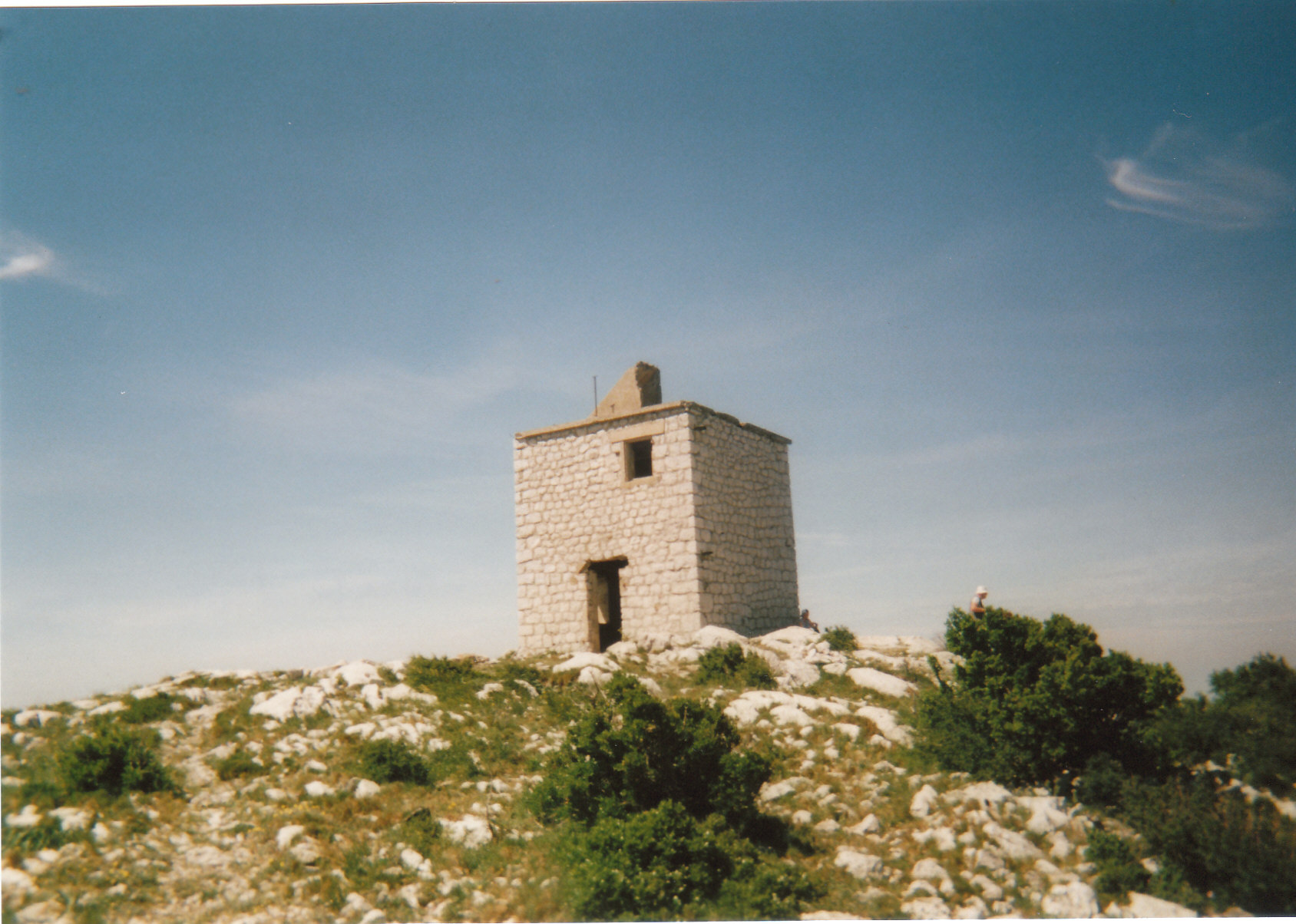
Tour des Opies.

La première allusion au nom donné à la chaîne des Alpilles apparaît relativement tard. Sous l'Ancien Régime, la montagne ne semble pas avoir de nom. Tout au plus Claude François Achard parle-t-il des « montagnes des Baux » en 1787. Pourtant, dans le même ouvrage, il désigne un sommet des Alpilles sous le nom de « Houpies », faisant référence aux Opies. Ce nom francisé dérive du provençal Aupiho, qui est un diminutif du nom Aup (« les Alpes »). Le terme « Alpilles » désigne donc une chaîne que l'on compare à de petites Alpes. On trouve également une autre forme pour désigner la chaîne des Alpilles : le terme « Alpines », toujours usité pour désigner, par exemple, le canal des Alpines, à Barbentane. Il est sans doute plus ancien que la forme « Alpilles ». Dans la Vita de Césaire, évêque d'Arles (VIe siècle), on lit que l'ecclésiastique faisait des visites in Alpinis locis, ce qui semble davantage correspondre aux Alpilles qu'aux Alpes.
Au XIXe siècle et dans le premier tiers du XXe siècle, les deux termes coexistent, mais il semble que l'on réserve la forme « Alpines » à la chaîne de montagnes, tandis qu'« Alpilles » désigne davantage le sommet de la chaîne (le « signal des Alpilles »). Le félibre Frédéric Mistral (1830-1914), quant à lui, utilise invariablement la forme « Alpilles », qui va finir par s'imposer comme le terme correct pour désigner la chaîne de collines comprise entre Crau et Petite Crau.

## Géographie

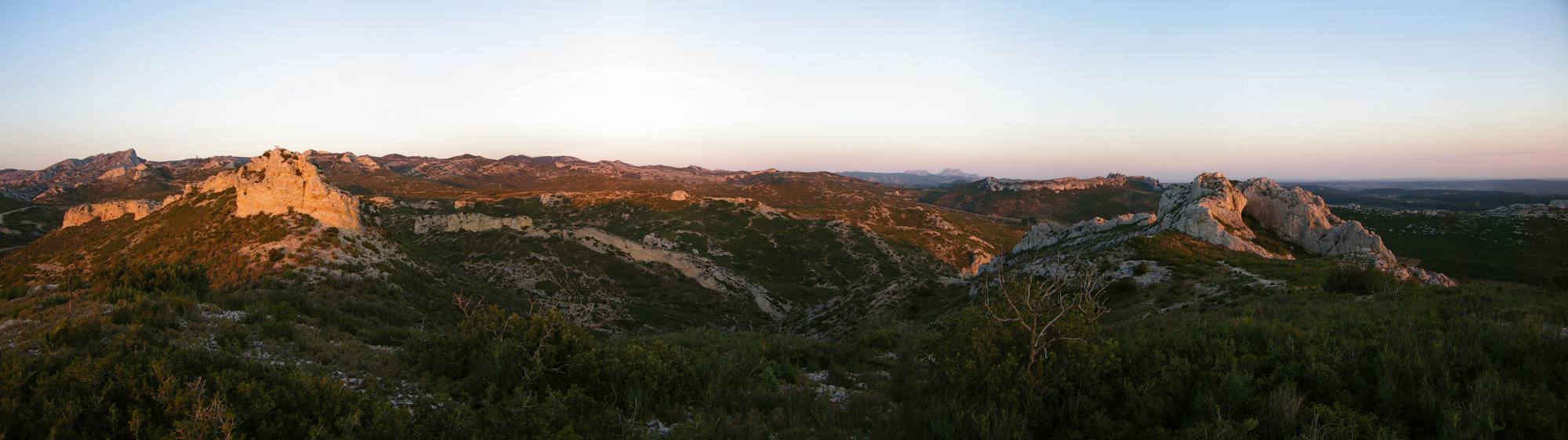
Panorama des Alpilles.

### Situation

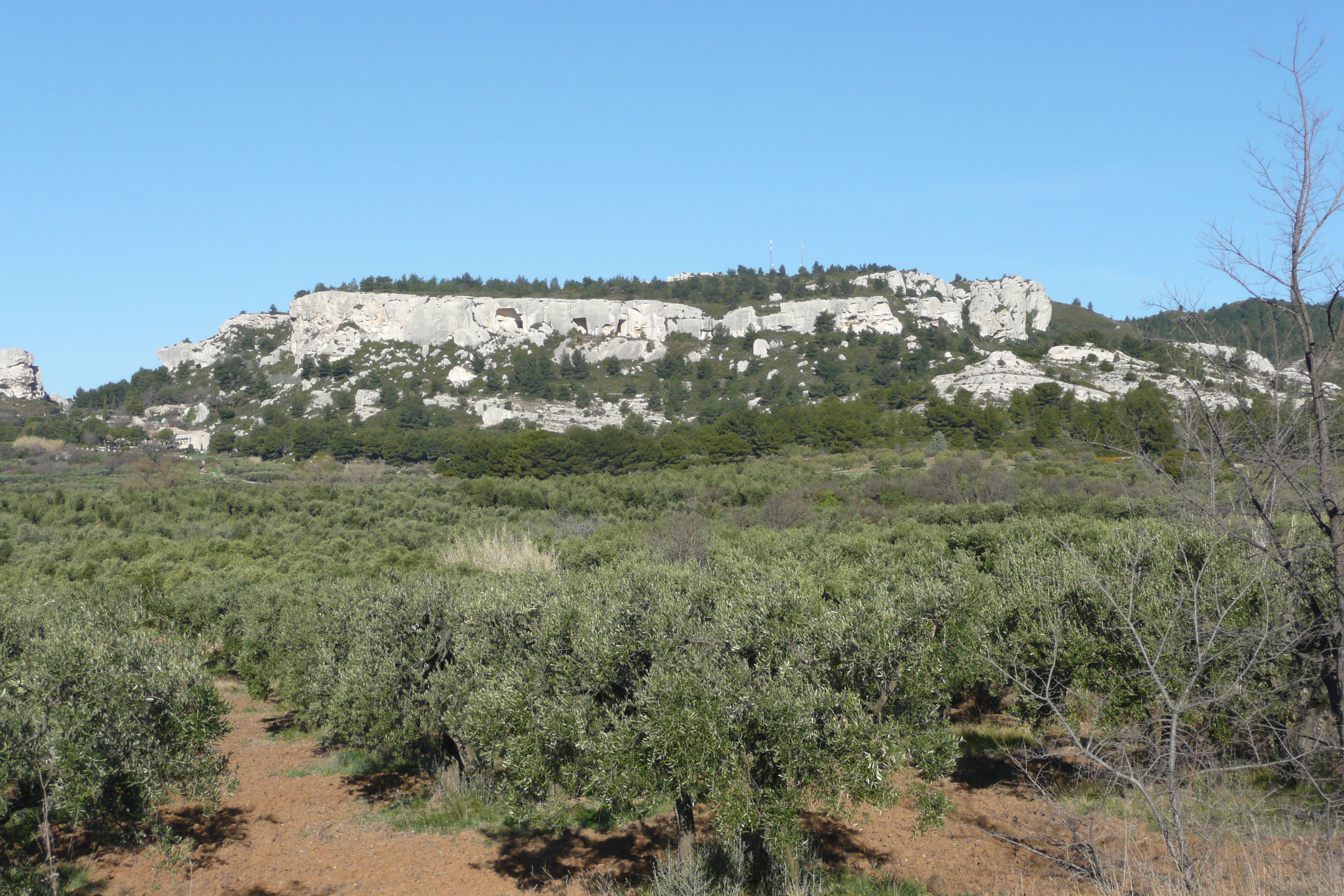
Oliveraie dans la plaine des Baux.

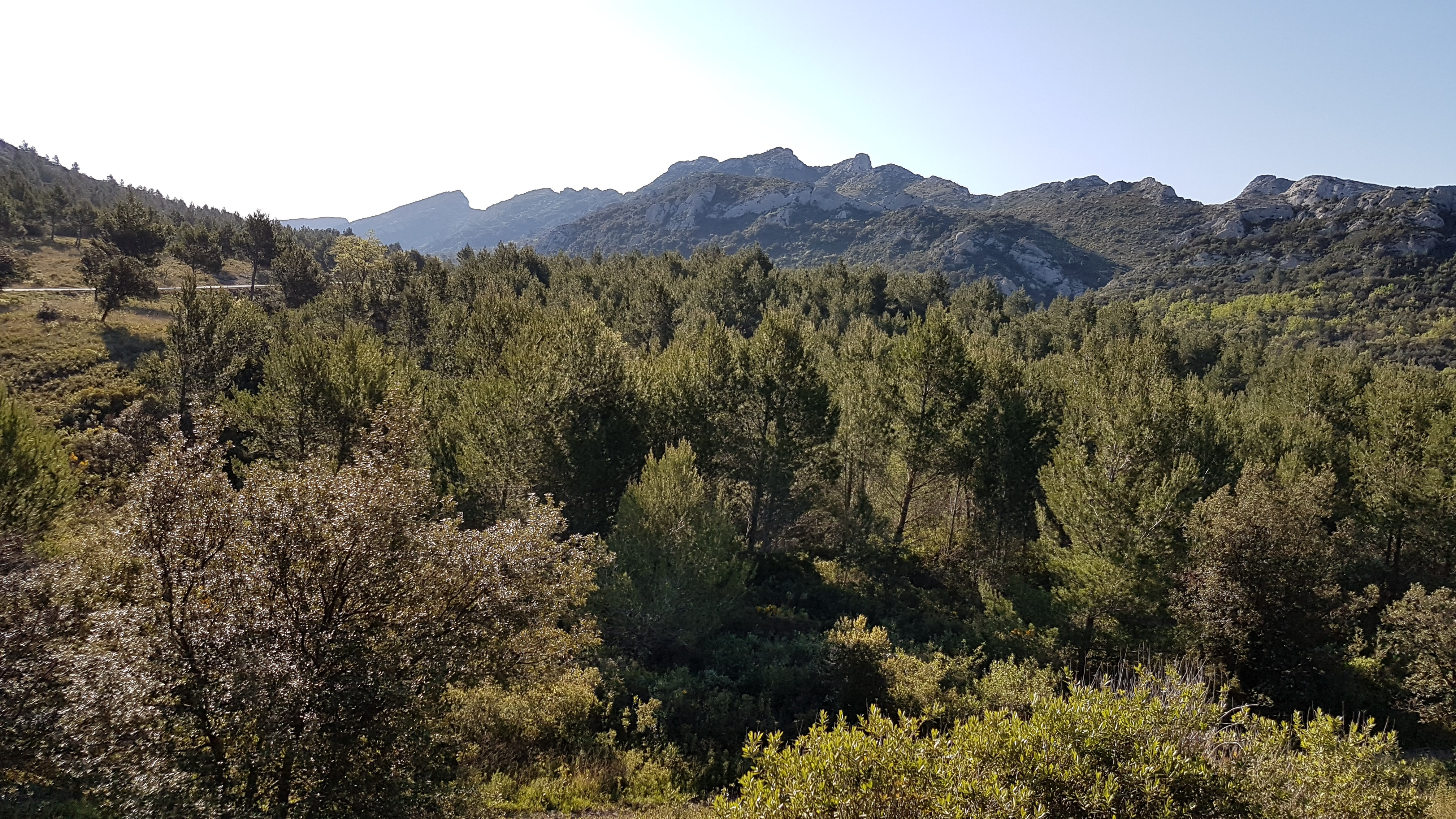
Entre Eyguières et Eygalières.

Le massif des Alpilles est situé dans le sud de la France, dans le département des Bouches-du-Rhône (région Provence-Alpes-Côte d'Azur), à une soixantaine de kilomètres au nord de Marseille. Il s'étend selon un axe est-ouest sur environ 25 km, depuis la vallée du Rhône jusqu'à la vallée de la Durance. Plusieurs zones sommitales le composent :
- la partie principale du massif, dénommée l'Alpille (aupiho, « Petite Alpe »), s'étire depuis la chapelle Saint-Gabriel de Tarascon jusqu'à la route reliant Aureille à Eygalières[5] ;
- les Opies, à l'est de l'Alpille, sont composées de trois petits sommets : les crêtes des Opies, le mont Menu et le Défends[6] (communes d'Eyguières, Lamanon et Aureille) ;
- les Collines (ou rochers de la Pène) sont un chaînon étroit s'étirant au sud du massif dont il est séparé par la route départementale 17 (Arles-Paradou)[7] ;
- les Costières, situées sur la commune de Saint-Martin-de-Crau, sont un plateau qui marque la limite sud du massif. Celui-ci gagne de l'altitude à mesure que l'on progresse vers le nord, et s'incline de façon abrupte sur le marais des Baux, au sud des rochers de la Pène[8] ;
- les Chaînons sont un ensemble de sommets de faible altitude (50 mètres environ) entre Aureille et Montmajour caractérisés par les ensembles de vallons qu'ils abritent. Les Caisses de Jean-Jean sont peut-être le plus connu de ces chaînons[9].

En dehors de ces sommets, le massif des Alpilles est caractérisé par la présence de plusieurs plaines :
- les marais des Baux, entre les Costières et les rochers de la Pène, aux pourtours peuplés dès la Préhistoire, présentent une surface plane asséchée au cours du XIXe siècle[8] ;
- la plaine de Fontvieille, située au nord et au nord-est de cette commune, doit son existence à la cohabitation du massif avec les alluvions du Rhône. Il s'agit aujourd'hui d'une grande zone triangulaire vouée à la culture de la vigne et de l'olivier[7] ;
- la plaine de Roquemartine, à l'opposé, se situe au nord d'Eyguières et présente un relief sévère aux pentes herbeuses servant de pâture aux moutons[6] ;
- les Plaines sont un immense plateau opérant la jonction entre la plaine de Roquemartine et Notre-Dame de Beauregard (commune d'Orgon). Ce plateau est couvert d'une forêt de chênes verts touffue[6] ;
- la plaine de Saint-Rémy-de-Provence marque la limite nord du massif. Abritant le site antique de Glanum, cette plaine est fertile[10]. Le peintre Vincent van Gogh en a immortalisé le paysage lors de son séjour à l'asile Saint-Paul de Mausole (1889-1890) ;
- la plaine d'Eygalières (nommée « vallon des Prés » dans son ensemble et « plaine des Calans » pour la partie au sud d'Eygalières) compte de grandes étendues d'oliveraies et tend à s'urbaniser davantage que le reste du massif[10] ;
- la plaine des Baux, au pied du village des Baux, est vouée comme la plaine de Fontvieille à la culture de la vigne et de l'olivier[5].

### Populations

#### Les communes du massif
Délimité en 1965 par une inscription à l’inventaire des sites remarquables, le périmètre des Alpilles englobe 15 communes : Aureille, Les Baux-de-Provence, Eygalières, Eyguières, Fontvieille, Mas-Blanc-des-Alpilles, Maussane-les-Alpilles, Mouriès, Paradou, Orgon, Saint-Étienne-du-Grès, Saint-Martin-de-Crau, Saint-Rémy-de-Provence, Sénas, Tarascon.

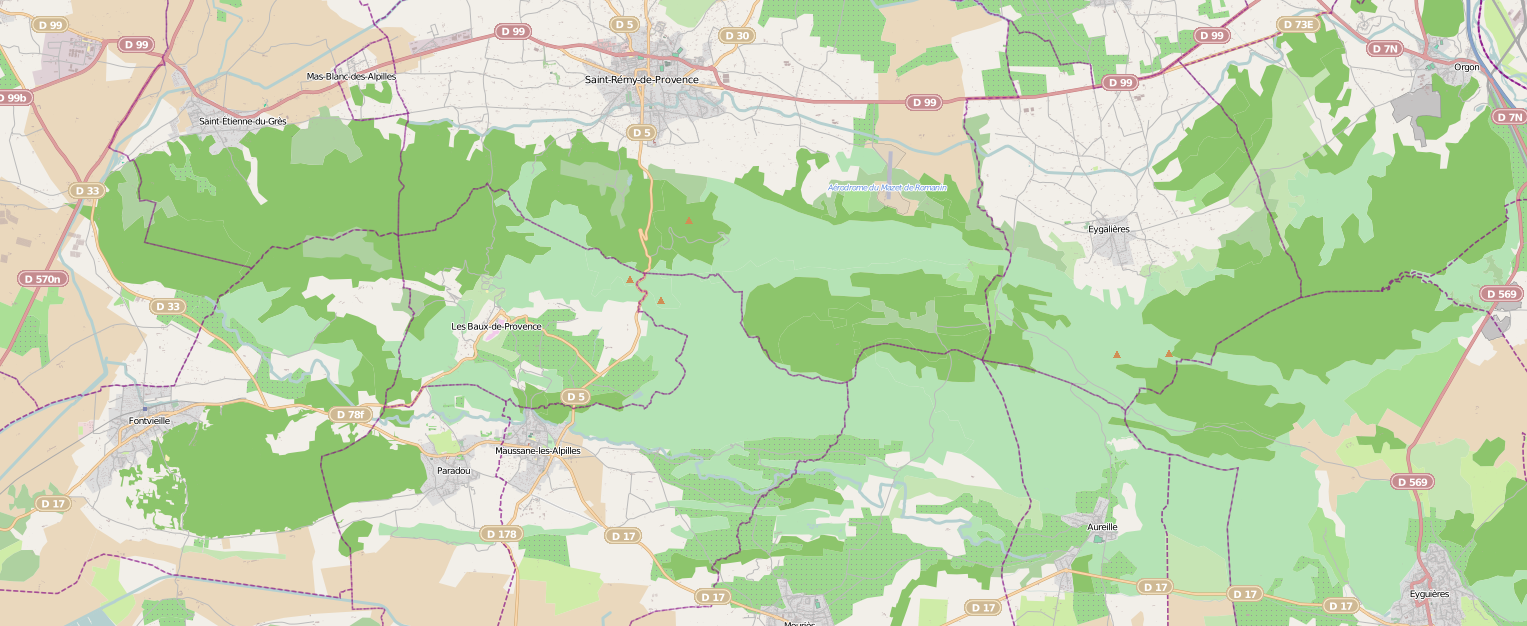
Limites communales des Alpilles.

#### Démographie
Le tableau ci-dessous totalise le nombre des habitants des communes des Alpilles à la même date. Il montre que la population de ces communes a plus doublé entre 1936 et 2019.
| 1936   | 1946   | 1962   | 1968   | 1975   | 1982   | 1990   | 1999   | 2019   |
| ------ | ------ | ------ | ------ | ------ | ------ | ------ | ------ | ------ |
| 20 806 | 20 902 | 24 404 | 25 935 | 28 355 | 32 527 | 37 311 | 40 629 | 46 900 |

### Topographie

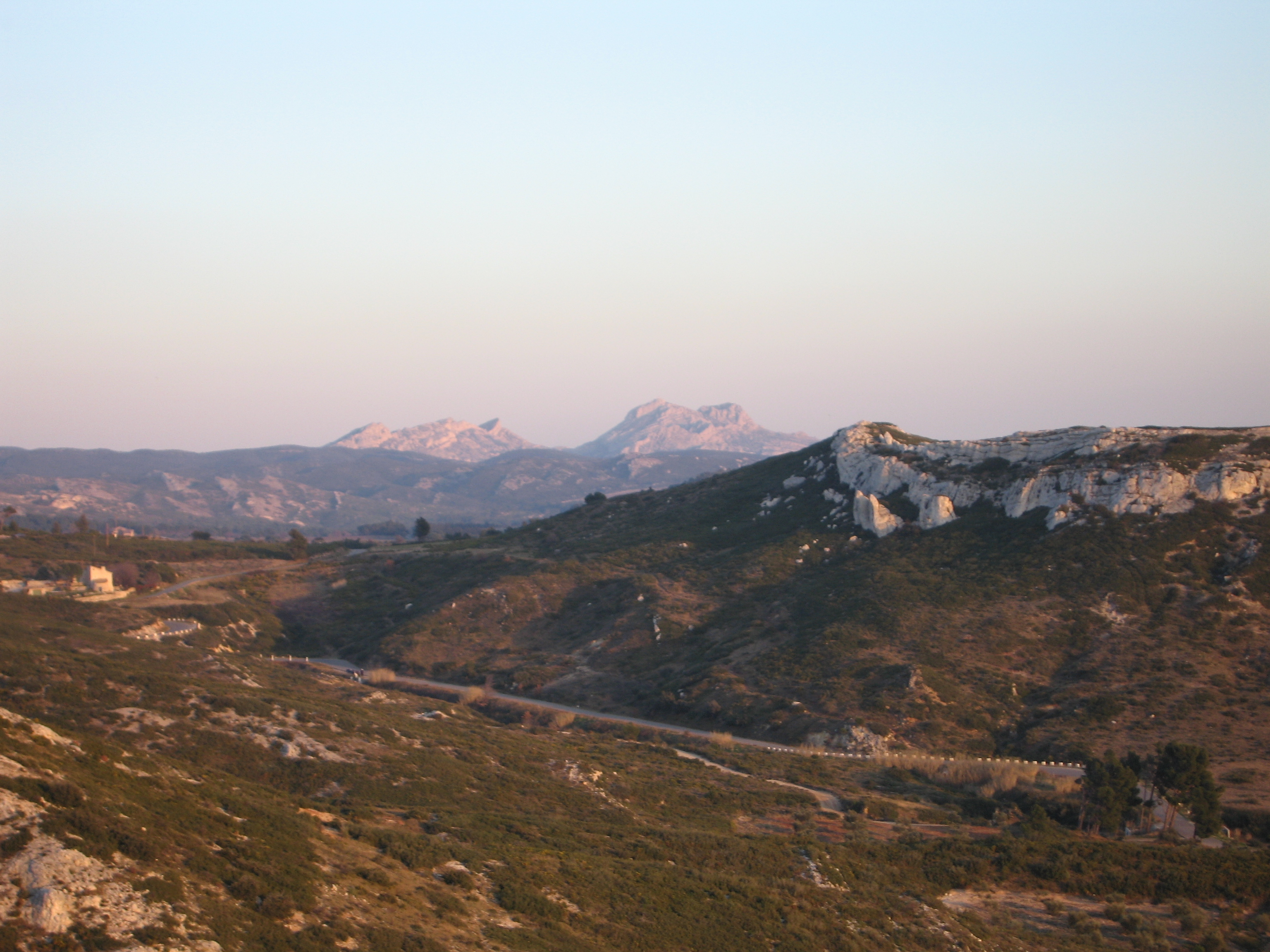
Les Alpilles, les Opies (496 m) au fond.

Le massif des Alpilles est l’un des reliefs majeurs du département des Bouches-du-Rhône. Il domine au nord la plaine maraîchère de Saint-Rémy-de-Provence et au sud la plaine de la Crau. Le point culminant est les Opies, à 496 mètres d'altitude, à l'est du massif. Les autres principaux sommets sont le plateau de la Caume (387 m), le mont Gaussier (306 m) et le mont Paon.

### Accès et voies de communications
La gare d'Avignon TGV se situe à environ 20 km au nord. Les aéroports les plus proches sont ceux de Marseille Provence, de Nîmes - Garons et d'Avignon - Caumont. On trouve deux aérodromes sur le secteur des Alpilles, l'un au nord entre Égalières et Saint-Rémy-de-Provence, et un autre au sud de la ville d'Eyguières.
L'autoroute A7, qui descend la vallée du Rhône et relie Lyon à Marseille via Orange, passe à quelques kilomètres à l'est. L'autoroute A54 (Nîmes - Salon-de-Provence) traverse le territoire provençal au sud du massif. Enfin, l'autoroute A9, qui va d'Orange à Montpellier puis Perpignan, passe à une vingtaine de kilomètres au nord-ouest.
La route départementale 99 passe au nord vers Tarascon, puis Nîmes à l'ouest et Cavaillon à l'est.
Les routes départementales 5 et 24 permettent de traverser le massif sur un axe nord-sud.

### Hydrographie
Le massif des Alpilles est parcouru par de nombreux ruisseaux que l'on nomme des « gaudres ». Un gaudre (du provençal gaudre : « petit ruisseau ») désigne un cours d'eau souvent à sec en été et à faible débit le reste de l'année. Plusieurs roubines et canaux ont été créés pour drainer ou satisfaire les besoins en eau des communes du massif, notamment en interceptant certains gaudres.

#### Les gaudres
- Le gaudre du Trible, dont la source se situe au nord du village des Baux-de-Provence et qui, au sud de la commune de Maussane, passe par le pont Saint-Jean (chaînon de la Pène) et se jette dans le canal de la Vallée des Baux.
- Le gaudre de la Foux, qui est la continuité du gaudre de Verpétrière, qui jaillit du vallon des Amants, au nord de la crête des Calans (commune de Mouriès).
- Le gaudre d'Entreconque au nord des rochers d'Entreconque, et qui, en fusionnant avec le gaudre de Verpétrière, forme le gaudre de la Foux (commune des Baux-de-Provence).
- Le gaudre du Gaucher, qui provient du quartier de Monblan (commune de Maussane) et se déverse dans le gaudre du Mas-de-Cayol.
- Le gaudre des Gypières, dont la source se situe au nord du quartier des Gypières, fusionne avec le gaudre des Barres près du Castellas (commune de Maussane).
- Le gaudre de Valoste, dans le vallon du même nom (commune de Maussane).
- Le gaudre de Réquillon au nord du mas de Fléchon (commune de Maussane).
- Le gaudre du Fangas au nord du vallon du Four.
- Le gaudre de Malaga qui marque la limite entre la commune de Maussane et celle de Mouriès. Il s'agit du plus long gaudre de la commune. Il prend sa source près du château de Pierredon, sur la commune de Mouriès. Le gaudre de Requilion déverse ses eaux dans ce gaudre. Il vient finir sa course dans le canal de la Vallée des Baux.
- Le gaudre de la Vallongue, affluent du gaudre du Destet qui prend sa source à Aureille et coule à Mouriès.
- Le gaudre d'Aureille, qui coule à Aureille, Eyguières et Mouriès.
- Le gaudre de Romanin, qui traverse les communes d'Aureille, d'Eygalières et de Saint-Rémy-de-Provence.

Les gaudres de Maussane et Paradou sont les cours d'eau qui possèdent les plus gros débits dans les Alpilles, dépassant généralement les 5 m3/s.

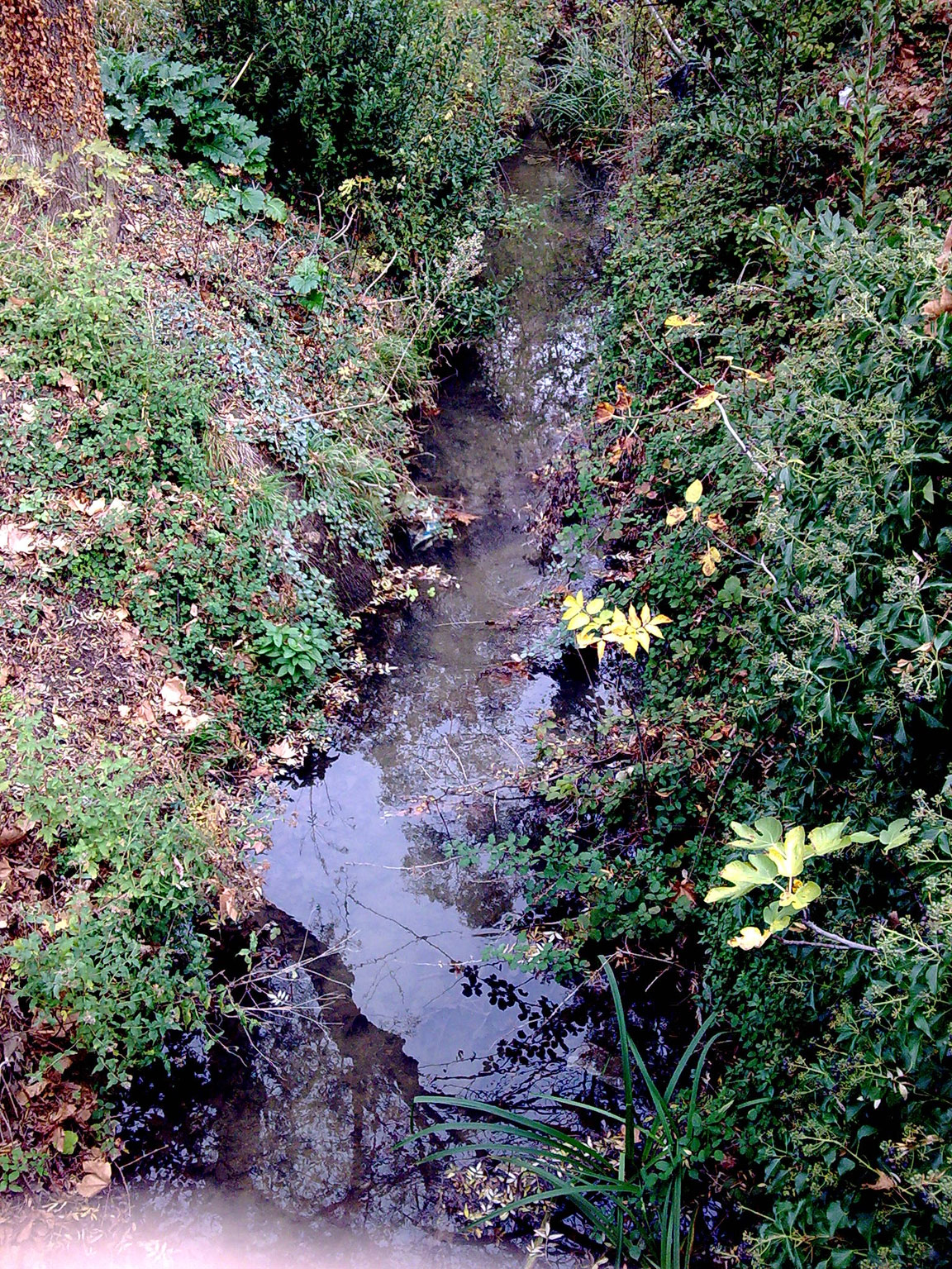
Le gaudre du Trible à son passage dans Maussane.
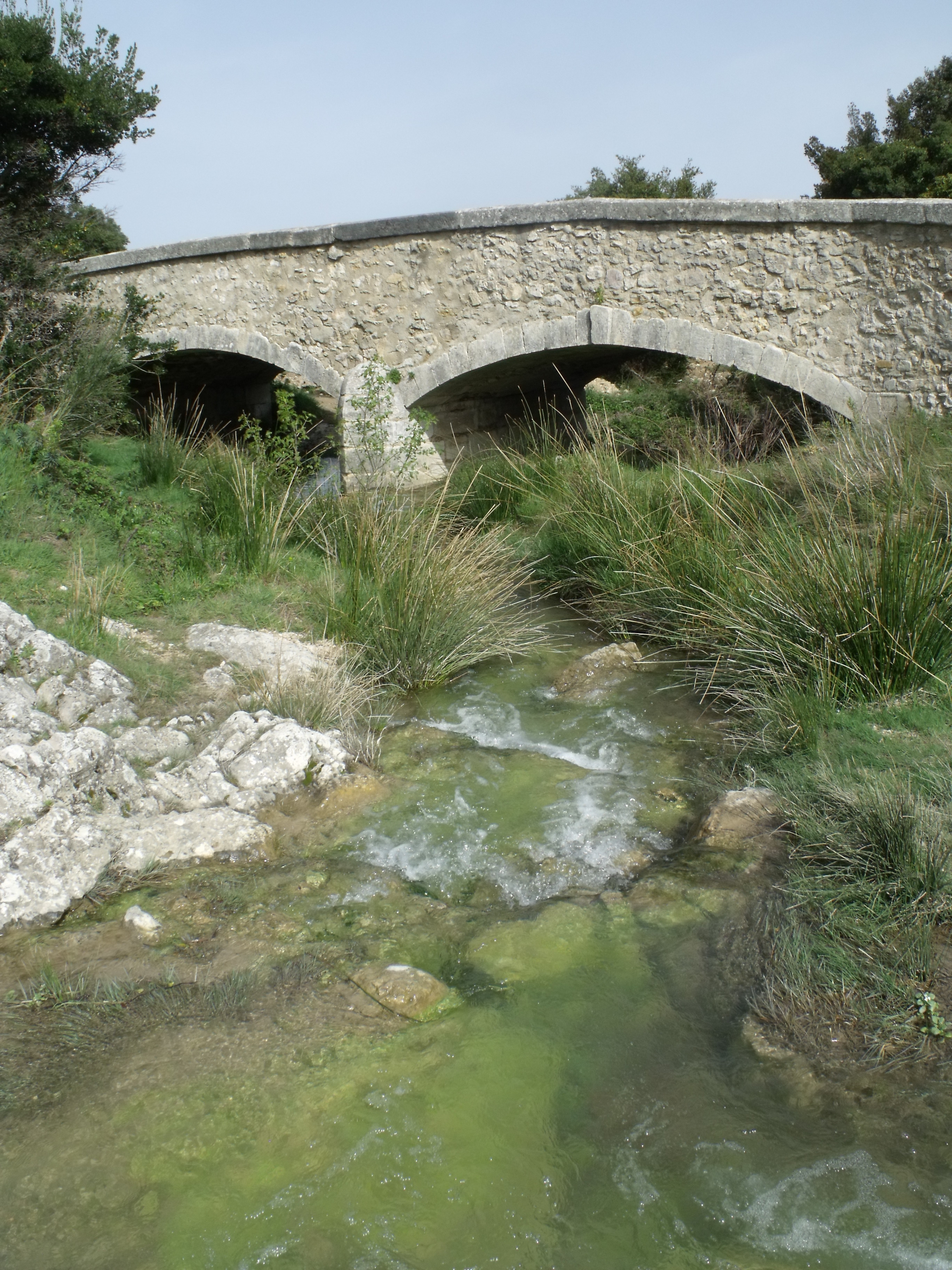
Gaudre de Romanin.
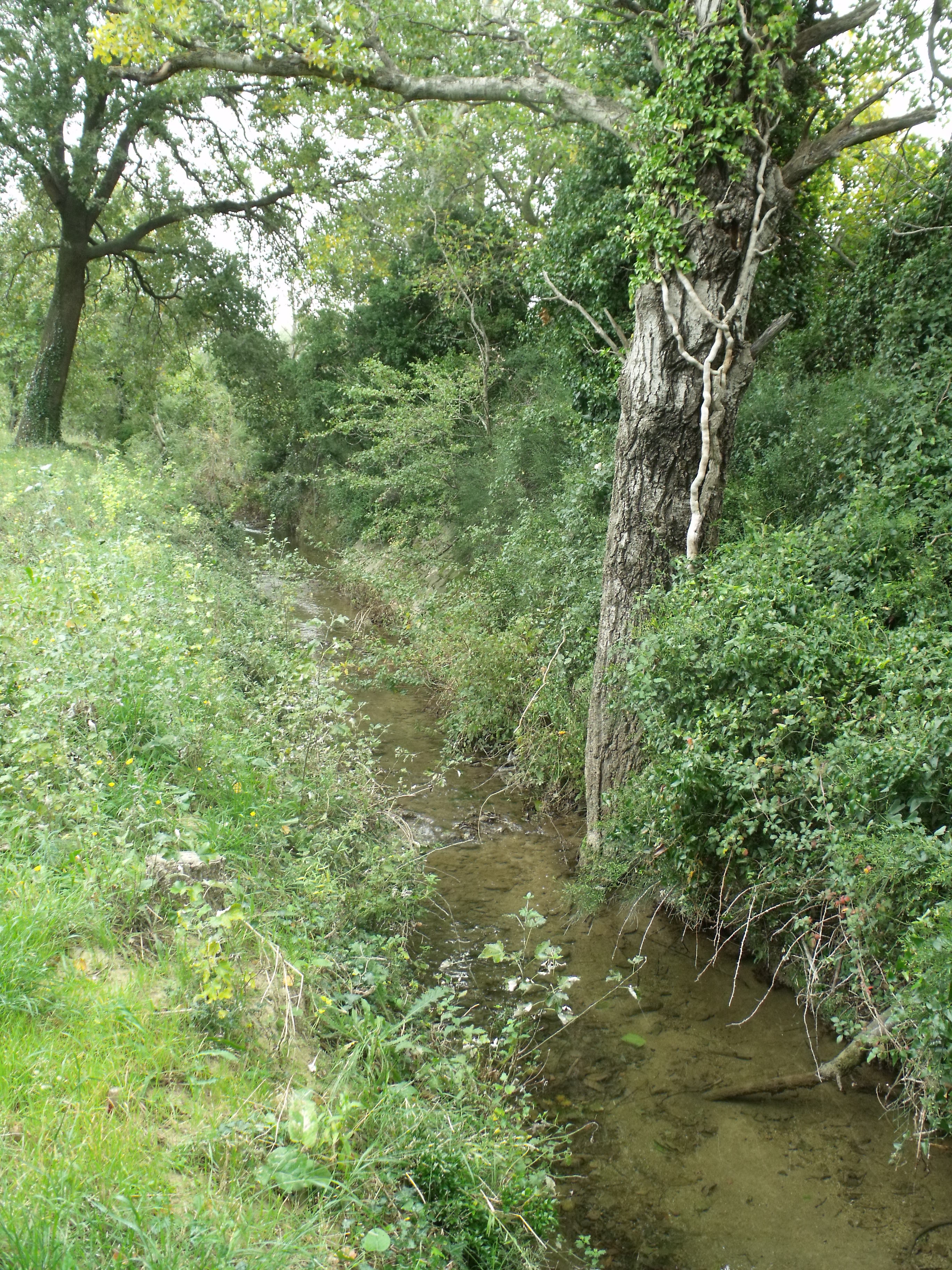
Gaudre du Destet à Mouriès.

#### Les canaux
- Le canal de Van-ens (sud du massif).
- Le canal de la vallée des Baux (sud du massif).
- Le canal de Craponne (sud du massif).
- Le canal de Monestier (sud du massif).
- Le canal des Alpilles (nord du massif).
- Le canal du plan et de la Crau (nord-est du massif).
- Le canal du moulin de saint Andiol (nord-est du massif).
- Le canal de Viguièrat (nord-ouest et ouest du massif).

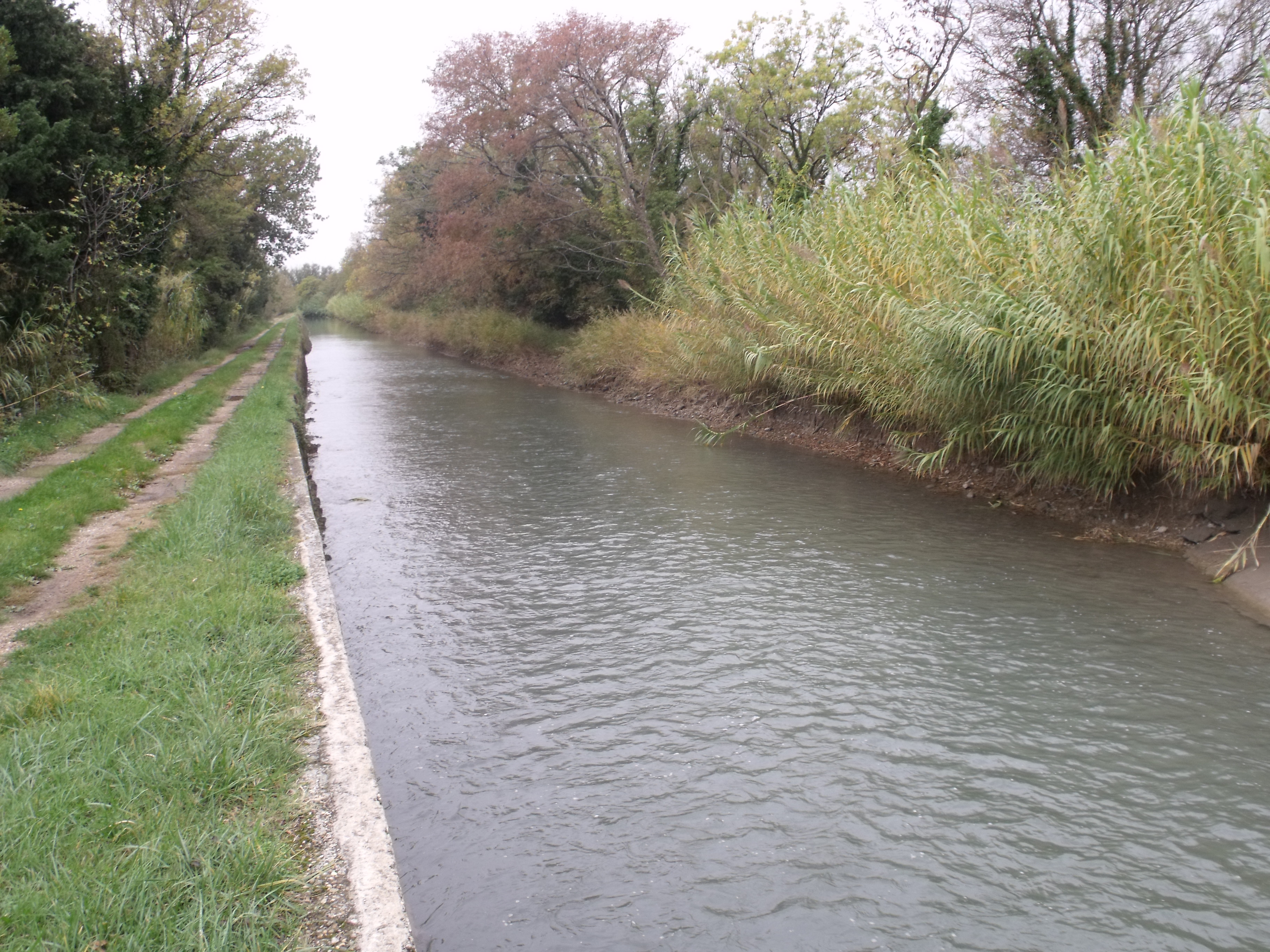
Canal de Craponne à Aureille.
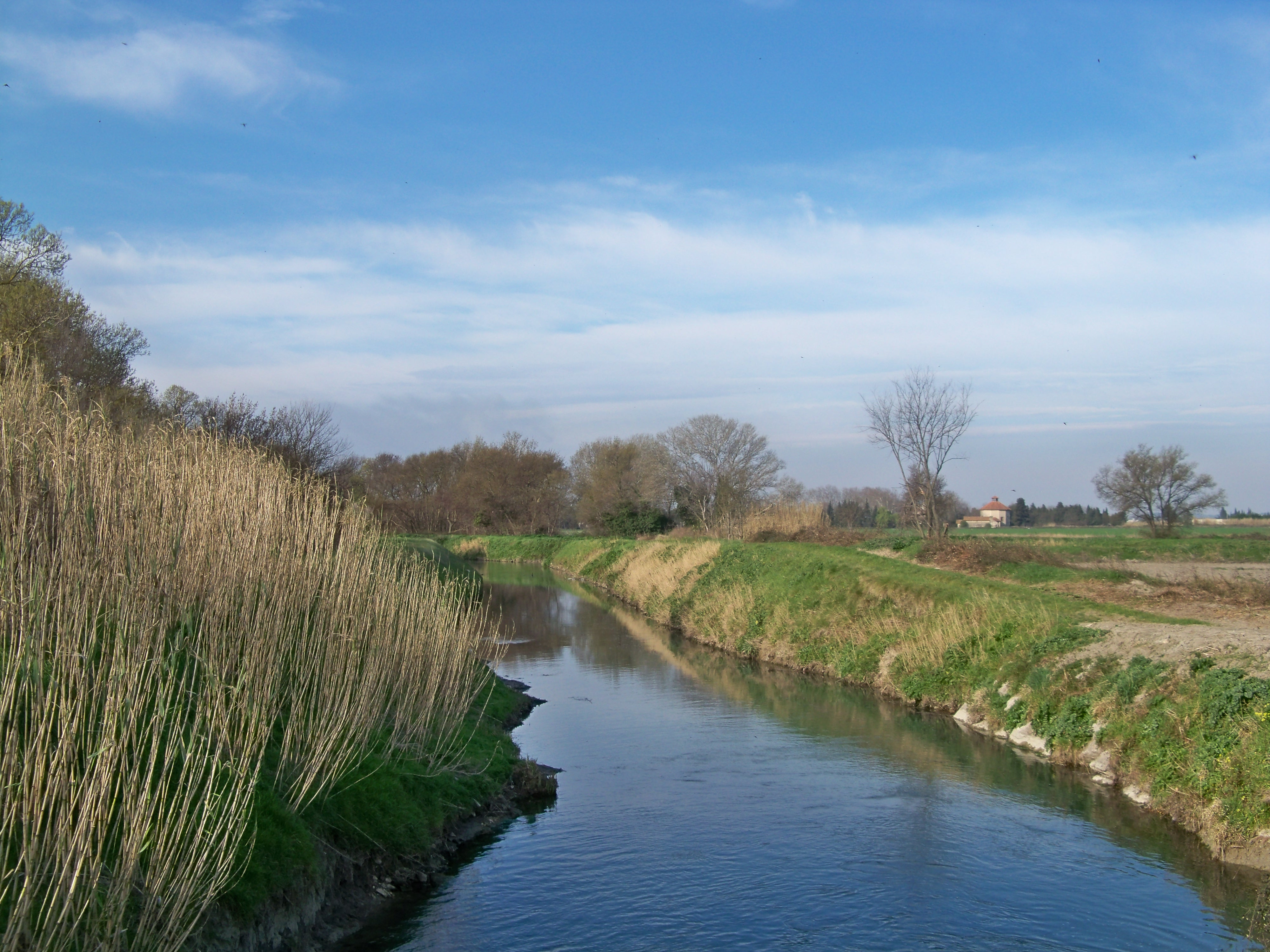
Canal du Viguièrat, près de Saint-Étienne-du-Grès.
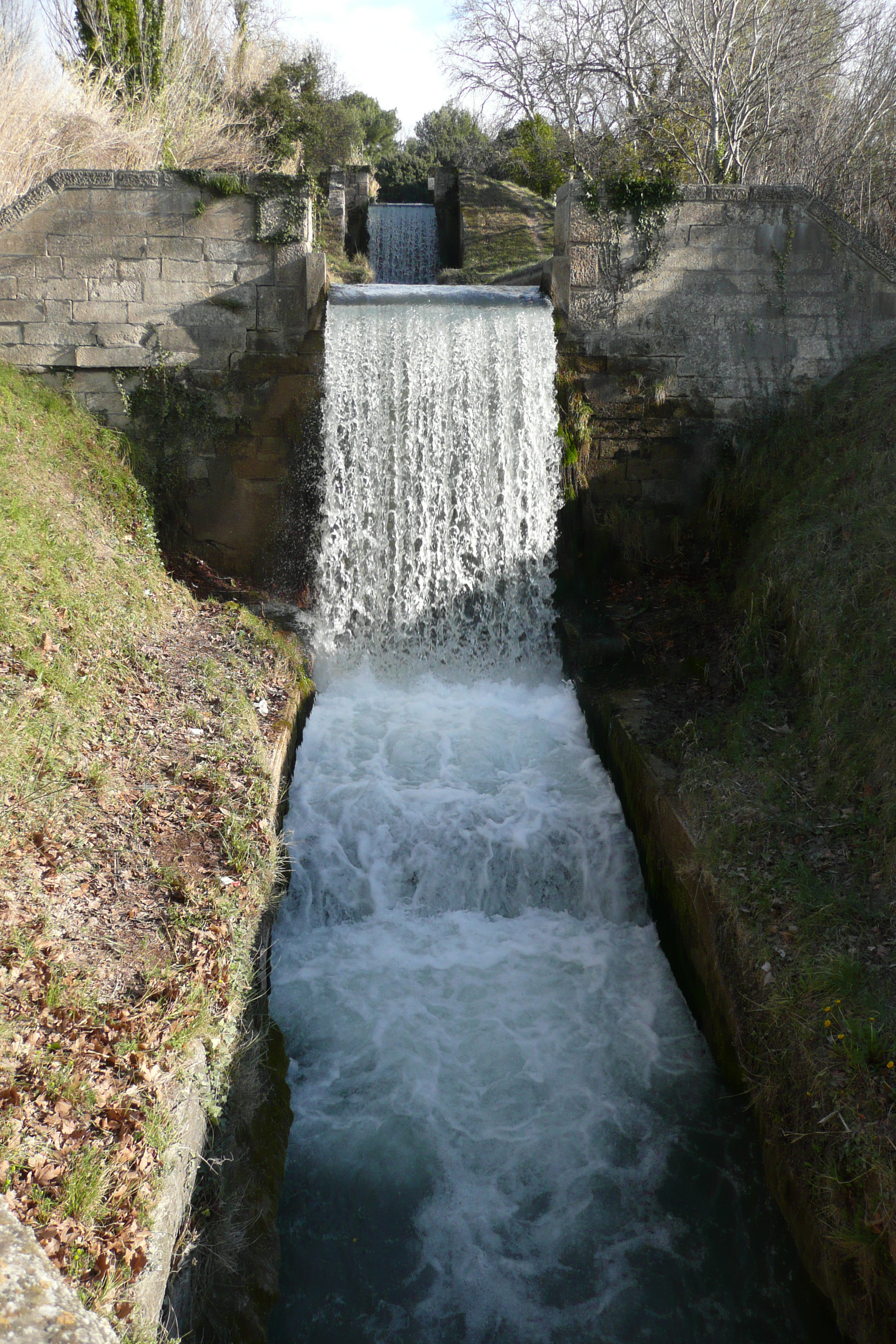
Canal des Alpilles, chute d'eau près de Saint-Rémy-de-Provence.
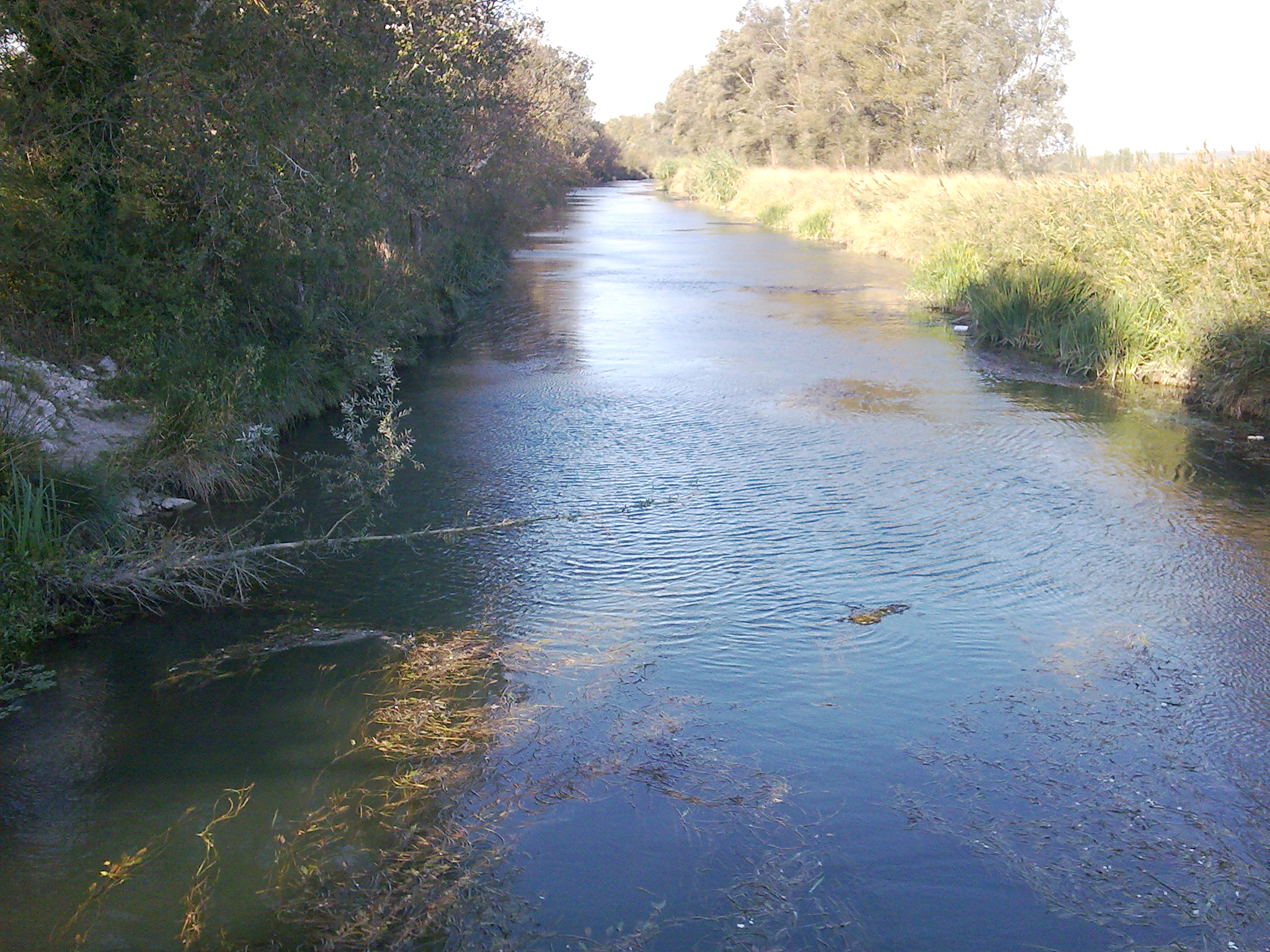
Le canal de la Vallée des Baux, au pont de l'Étroit.

#### Les anciens marais des Baux

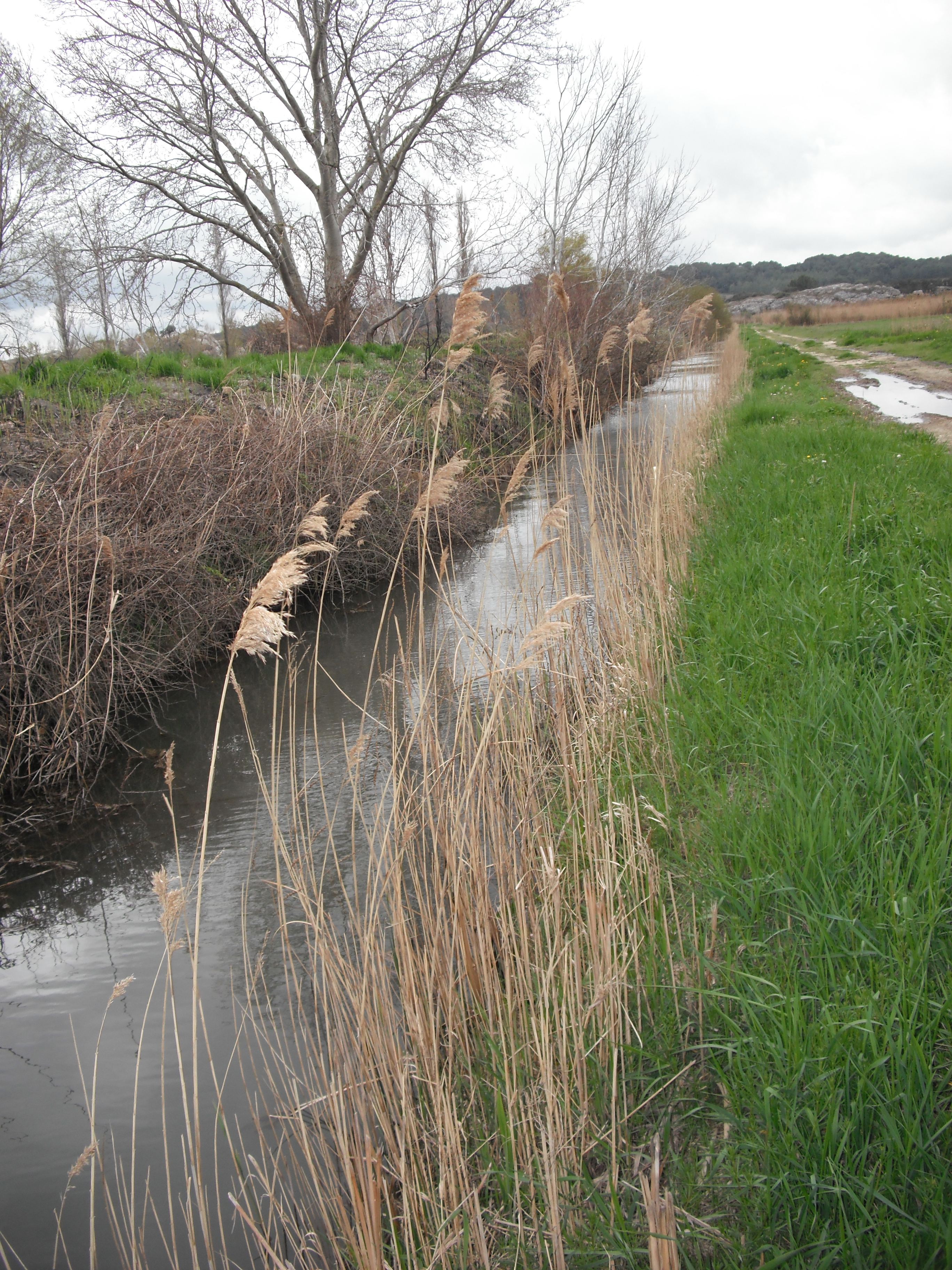
Canal du marais des Baux.

Jusqu'aux années 1880, la zone située au sud des rochers de la Pène était totalement inondée et connue sous le nom de « marais des Baux ». Ce grand lac, riche en poisson, s'étendait sur plusieurs hectares et a permis à des générations de Maussanais de vivre de la pêche. Pour des raisons d'hygiène, du fait des maladies bactériennes qu'entraînait la présence de ces marais[réf. nécessaire], ceux-ci ont été asséchés progressivement dès les années 1830.
L'eau a désormais disparu pour une grande partie, mais la zone reste inondable. Ainsi, lors des inondations de décembre 2003, toute la surface occupée par les anciens marais, mais aussi la route départementale 27 reliant Maussane à Saint-Martin-de-Crau ont été inondées pendant plusieurs semaines. La partie sud de cette zone reste toutefois couverte d'eau, notamment toute la surface située entre le canal de la vallée des Baux et la chaîne des Costières (commune de Saint-Martin-de-Crau).
Tout un réseau de canaux traverse aujourd'hui les anciens marais, comme le canal de Monestier et la roubine de Saint-Laurent.

### Géologie
Les Alpilles sont constituées de strates de roches sédimentaires plissées formant un anticlinal :

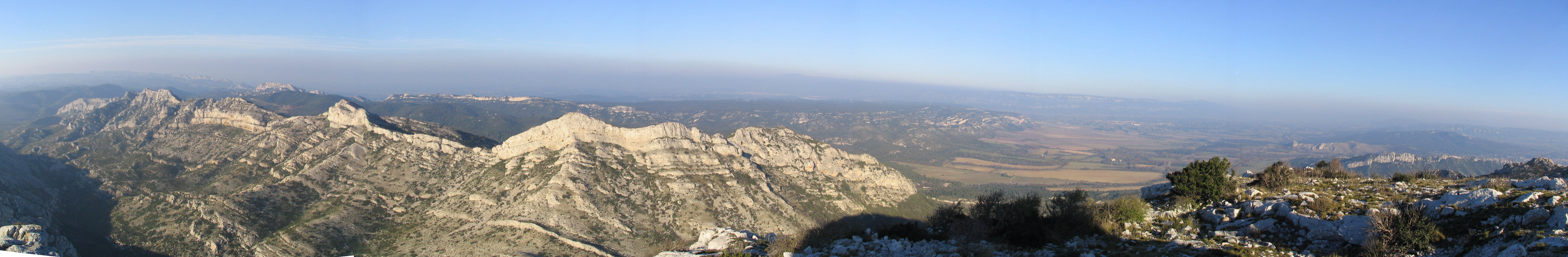
Les Alpilles, vue prise à l'ouest du village d'Eyguières, depuis les collines des Opies.
Premier et moyen plan : strates du Jurassique supérieur (j6),
arrière-plan : vue de la barre claire de calcaire urgonien (Crétacé inférieur).

- calcaire ;
- grès ;
- bauxite ;
- marne.

### Sismicité
À la suite du décret du 14 mai 1991 définissant le zonage sismique de la France, les Bouches-du-Rhône ont été découpées de la manière suivante :
- zone II : zone qui correspond à une « sismicité moyenne » : les cantons de Lambesc, Peyrolles-en-Provence et Salon-de-Provence, tous trois de l'arrondissement d’Aix-en-Provence ;
- zone Ib : zone qui correspond à une « sismicité faible » : les cantons d'Aix-en-Provence et Trets de l'arrondissement d’Aix-en-Provence, les cantons d'Eyguières et Orgon de l'arrondissement d'Arles et les cantons de Berre-l'Étang, Istres-Nord et Istres-Sud de l'arrondissement d'Istres ;
- zone Ia : zone qui correspond à une « sismicité très faible » : tous les autres cantons de l'arrondissement d’Aix-en-Provence, les cantons d'Arles-Est, Châteaurenard et Saint-Rémy-de-Provence de l'arrondissement d'Arles, les cantons de Marignane, Martigues-Est et Martigues-Ouest de l'arrondissement d'Istres, et enfin le canton de Roquevaire de l'arrondissement de Marseille ;
- zone 0 : zone qui correspond à une « sismicité négligeable » : tous les autres cantons.

### Climat
Malgré les hauts reliefs des Alpilles, on ne note pas de différences notables entre les plaines qui entourent le massif et les sommets. Le climat est de type méditerranéen, avec des étés secs et des saisons intermédiaires pluvieuses. Comme l'ensemble des zones situées à proximité du Rhône, les Alpilles sont sujettes à un mistral conséquent. En revanche, le piémont sud est plus abrité des épisodes de gel, avec 40 jours par an. Le printemps y est parmi les plus précoces en Provence. On peut voir des amandiers en fleurs dès fin janvier.
À la différence des plaines, les sommets des Alpilles sont plus arrosés et le risque d'orage y est plus important.

#### Le mistral
Le mistral y souffle violemment du nord ou du nord-ouest, particulièrement en hiver et au printemps. Les Alpilles dévient le vent, mais le vent souffle aux Baux pratiquement aussi fort que dans le nord de la chaîne. Le mistral souffle fortement 100 jours par an en moyenne et faiblement 83 jours, ce qui ne laisse que 182 jours sans vent par an.
On distingue deux types de mistral : le « mistral blanc », qui dégage le ciel en totalité et accentue la luminosité, et le « mistral noir », plus rare, qui est accompagné de pluie.

#### Températures et précipitations
Le tableau ci-dessous indique les températures et les précipitations pour la période 1971-2000 :
| Mois                                                | J    | F    | M    | A    | M    | J    | J    | A    | S    | O    | N    | D    | année |
| --------------------------------------------------- | ---- | ---- | ---- | ---- | ---- | ---- | ---- | ---- | ---- | ---- | ---- | ---- | ----- |
| Températures maximales (°C)                         | 10,9 | 12,3 | 15,3 | 17,5 | 22,0 | 25,8 | 29,4 | 29,0 | 25,0 | 19,9 | 14,2 | 11,6 | 19,4  |
| Températures moyennes (°C)                          | 6,1  | 7,2  | 9,7  | 12,0 | 16,1 | 19,8 | 22,9 | 22,7 | 19,2 | 14,7 | 9,6  | 7,0  | 13,9  |
| Températures minimales (°C)                         | 1,2  | 2,0  | 4,0  | 6,4  | 10,1 | 13,7 | 16,4 | 16,3 | 13,3 | 9,5  | 4,9  | 2,4  | 8,4   |
| Précipitations (hauteur en mm)                      | 59   | 47   | 44   | 63   | 52   | 31   | 16   | 37   | 64   | 98   | 58   | 54   | 623,4 |
| Source: Météo France / Station de Salon-de-Provence |      |      |      |      |      |      |      |      |      |      |      |      |       |

### Flore
D'importantes populations de conifères sont présentes dans le massif avec entre autres le pin d'Alep et le pin sylvestre. On trouve également le Genêt de Villars.
Plusieurs espèces végétales sont protégées sur le territoire du massif, comme la nivéole d’été (Leucojum aestivum) ou l'hélianthème à feuilles de Marum (Helianthemum lavandulaefolium).

### Faune

#### Espèces protégées
De nombreuses espèces aviaires nichent dans les Alpilles. On trouve sur le massif près de 250 espèces d'oiseaux, dont 25 espèces d'intérêt communautaire. Les plus réputées sont l'aigle de Bonelli, le vautour percnoptère, le faucon crécerellette et le hibou grand-duc.
Les rochers abritent une espèce de lézard emblématique des Alpilles, le lézard ocellé, lui aussi considéré comme menacé et également protégé.

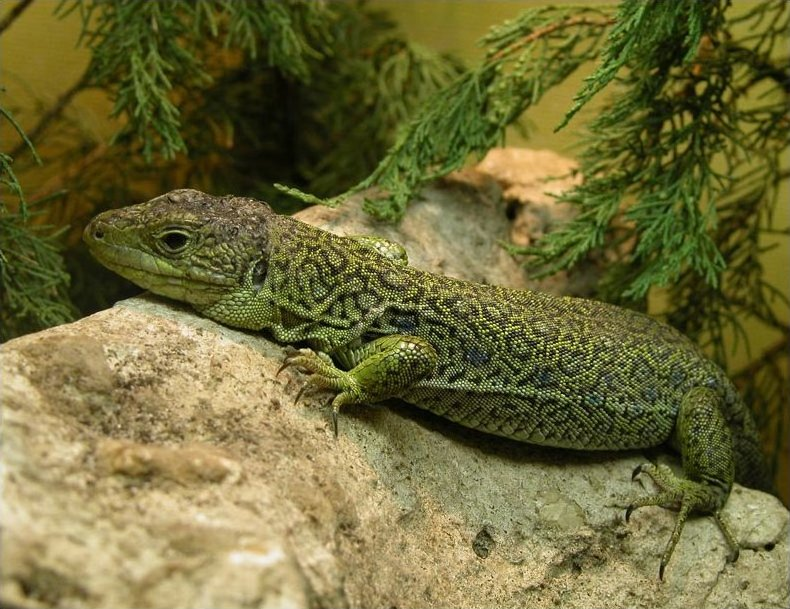
Lézard ocellé.
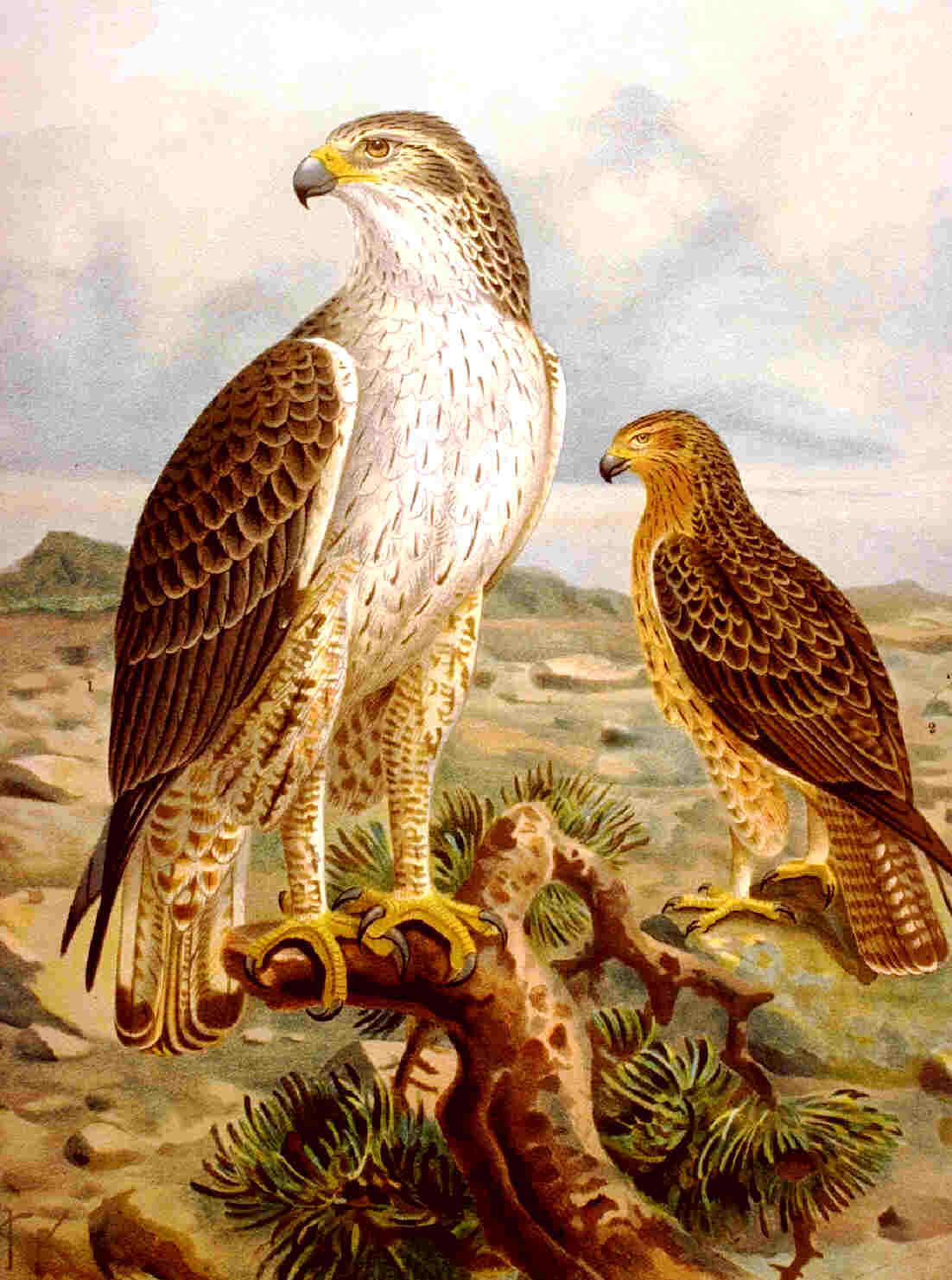
Aigle de Bonelli.
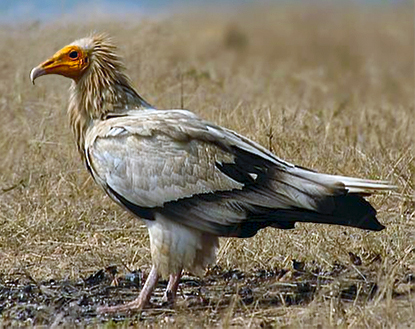
Vautour percnoptère.
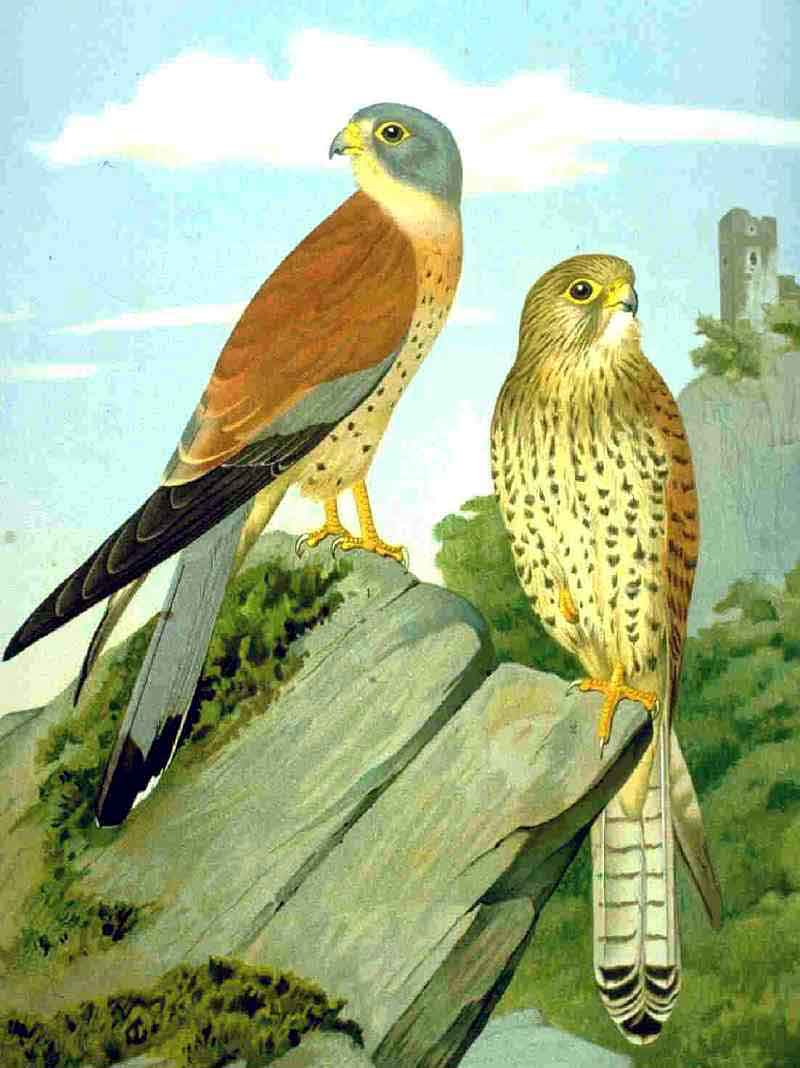
Faucon crécerellette.
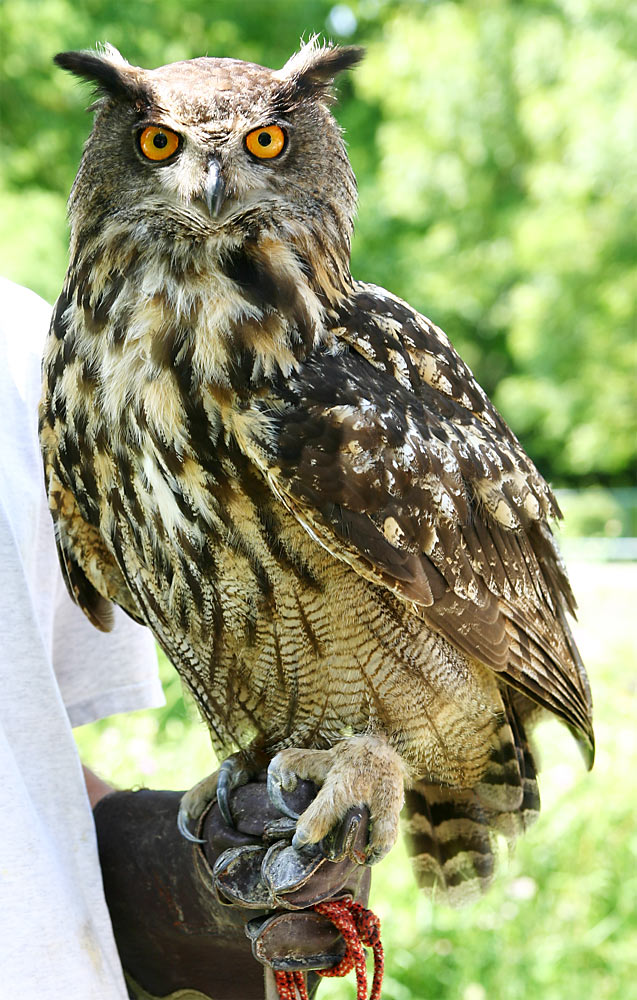
Hibou grand-duc.

#### Espèces chassées
Le territoire du massif, et notamment ses vallons, compte de nombreux mammifères. Le sanglier y abonde, sa population étant en progression. Inversement, le nombre de lièvres et de lapins tend à décroître. La raison semble en être l'épidémie de myxomatose de 1953 qui a causé des ravages dans la population et, depuis la fin du XXe siècle, le VHD viral qui provoque la diminution de l'espèce[réf. nécessaire].

## Histoire

### Protohistoire

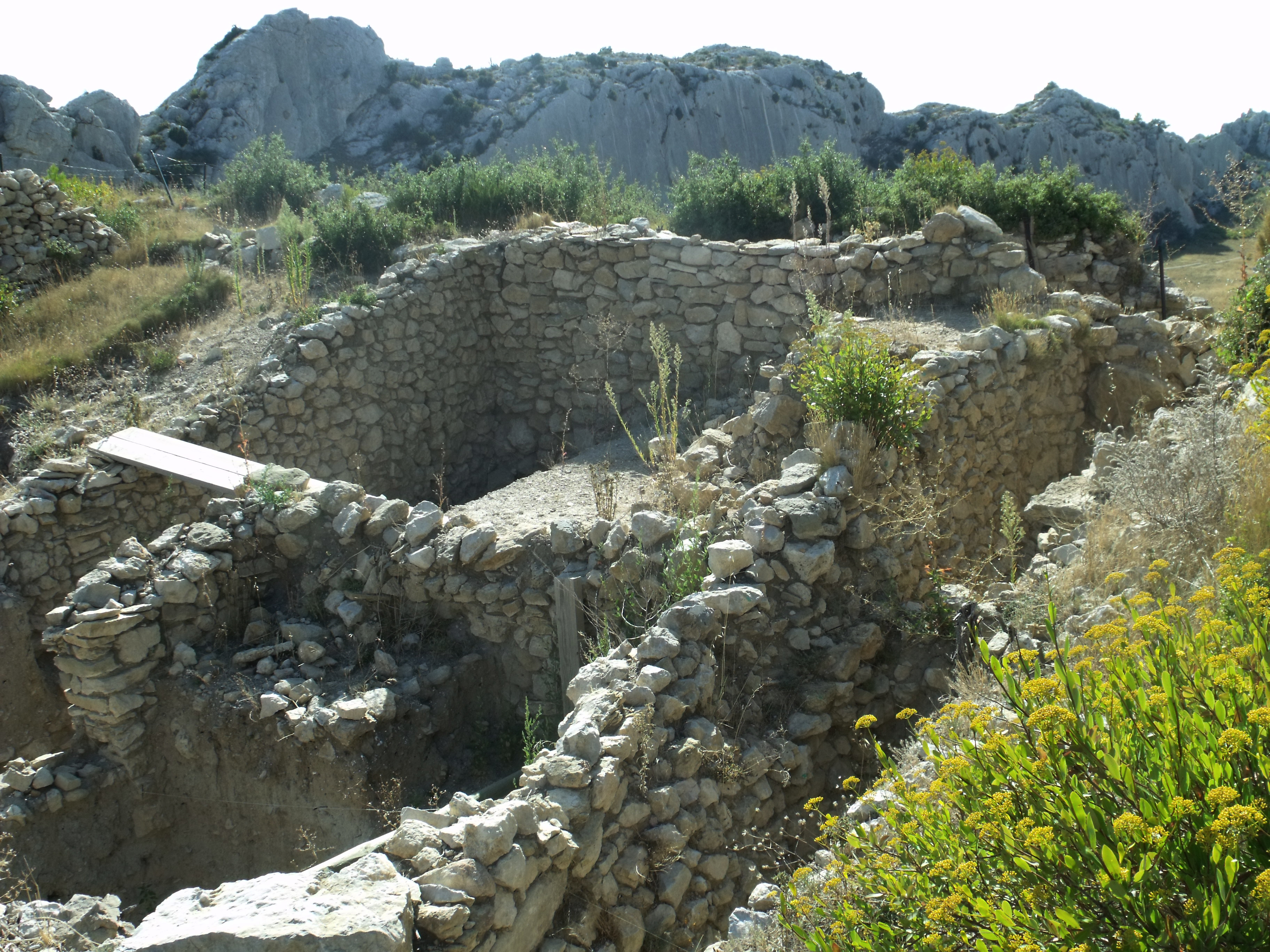
L'oppidum des Caisses de Jean-Jean (Mouriès).

La protohistoire est marquée par la création de plusieurs oppida dans les Alpilles. Il s'agit de lieux habités et construits sur des hauteurs, généralement pour des raisons défensives. Y. Marcadal cite 16 oppida dans les Alpilles : le mont de Cordes, le plateau du Castelet de Fontvieille, les tours de Castillon, l'oppidum des Baux, le castellas de Maussane, l'oppidum des Caisses de Jean-Jean, le castellas d'Aureille, l'oppidum de Sainte-Cécile, l'oppidum du Mont-Menu, le castellas de Lamanon, Ernaginum, Saint-Gabriel, Notre-Dame-du-Château, Glanon, l'oppidum de la Vallongue et l'oppidum de Notre-Dame-de-Beauregard. Depuis 2 500-3 000 ans, toute la région est spécialisée dans l'élevage du mouton comme beaucoup de régions de plaine en Méditerranée notamment en exploitant les pâturages d'été en montagne dans le sud des Alpes : les fouilles archéologiques ont permis de retrouver des bergeries pré-romaines et romaines au pied des Alpilles et au bord de la Crau[réf. souhaitée].
Lors de la seconde partie du premier âge du Fer (VIIe – VIe siècles av. J.-C.), la population, jusqu'alors essentiellement nomade, se sédentarise et se met à construire en dur. Le castrum se structure à la manière d'un village avec ses rues et ses maisons adossées. Le processus d'installation permanente est à mettre en parallèle avec l'intensification des échanges économiques avec les commerçants méditerranéens. En échange de produits de luxe, les habitants des Alpilles produisent des céréales et passent d'un état d'autarcie à une véritable économie d'échange. Au cours des siècles suivants, la population des Alpilles diminue de façon conséquente : le comptoir grec d'Arles attire de nombreux habitants venus de toute la région. Mais dès la fin de l'Âge du fer (IIe – Ier siècles av. J.-C.), plusieurs sites commencent à être occupés à nouveau. Plusieurs villages se développent et des monuments sont construits dans un style tardo-hellénistique. On retrouve notamment sur plusieurs sites des dalles de toiture en calcaire tendre scié, équivalent de lauzes, preuve de cette influence grecque.

### Époque contemporaine
En 1999, un incendie de forêt ravage 2 500 hectares.
En 2007, est créé le parc naturel régional des Alpilles.

## Économie

### Agriculture et productions
L'arboriculture est avant tout méditerranéenne avec des plantations d'oliviers, de figuiers et d'amandiers.
Les vignes sont elles aussi présentes tout autour du massif. Les Coteaux-des-baux-en-provence sont une AOC viticole cultivée autour du massif sur le territoire de sept de ces communes : Les Baux-de-Provence, Eygalières, Fontvieille, Mouriès, le Paradou, Saint-Étienne-du-Grès et Saint-Rémy-de-Provence. Les cépages cultivés pour cette AOC sont le grenache, le mourvèdre, le syrah, le cinsault, la counoise, le carignan et le cabernet-sauvignon.

Productions agricoles des Alpilles.
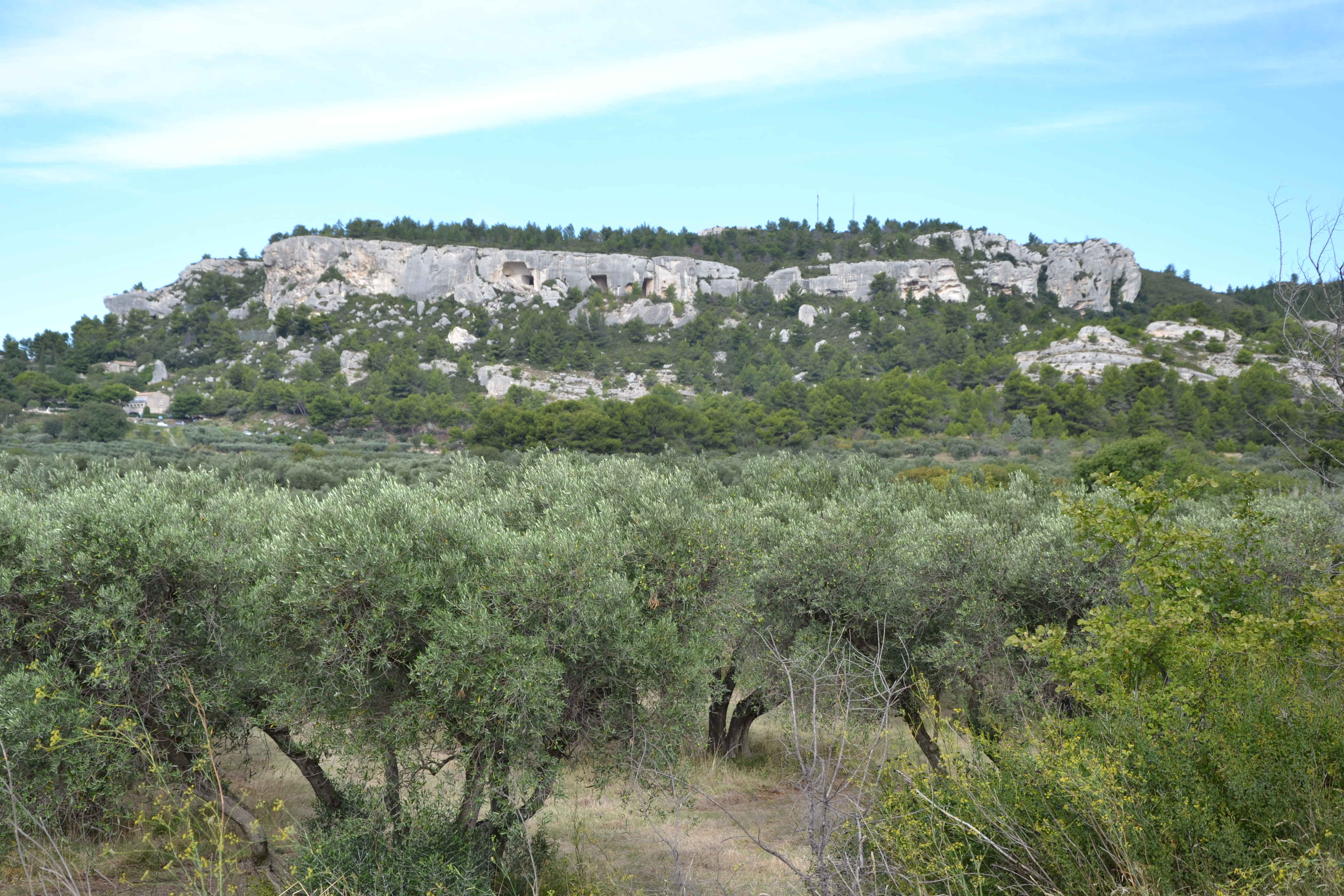
Oliveraie aux Baux-de-Provence.
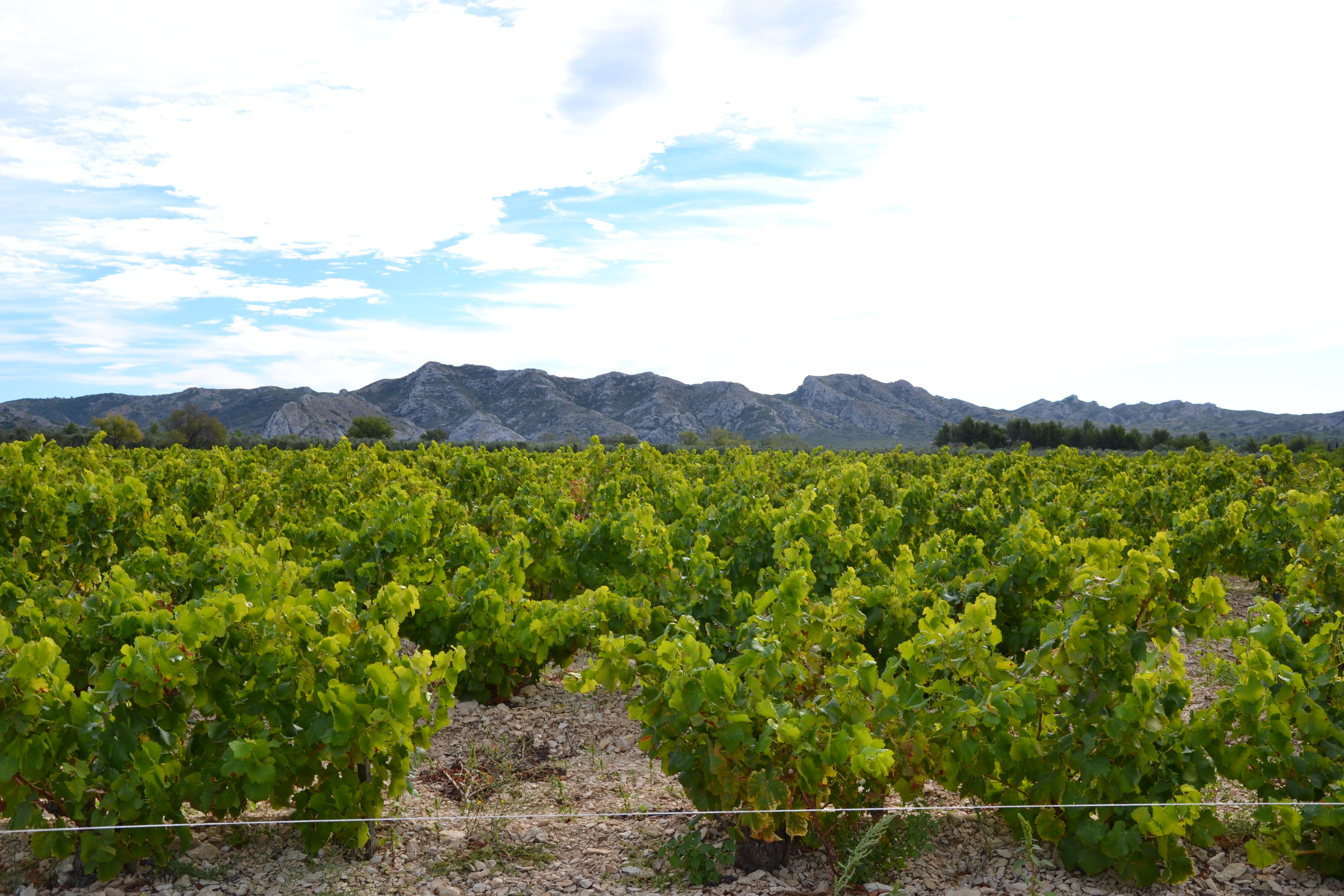
Vignoble des Alpilles.
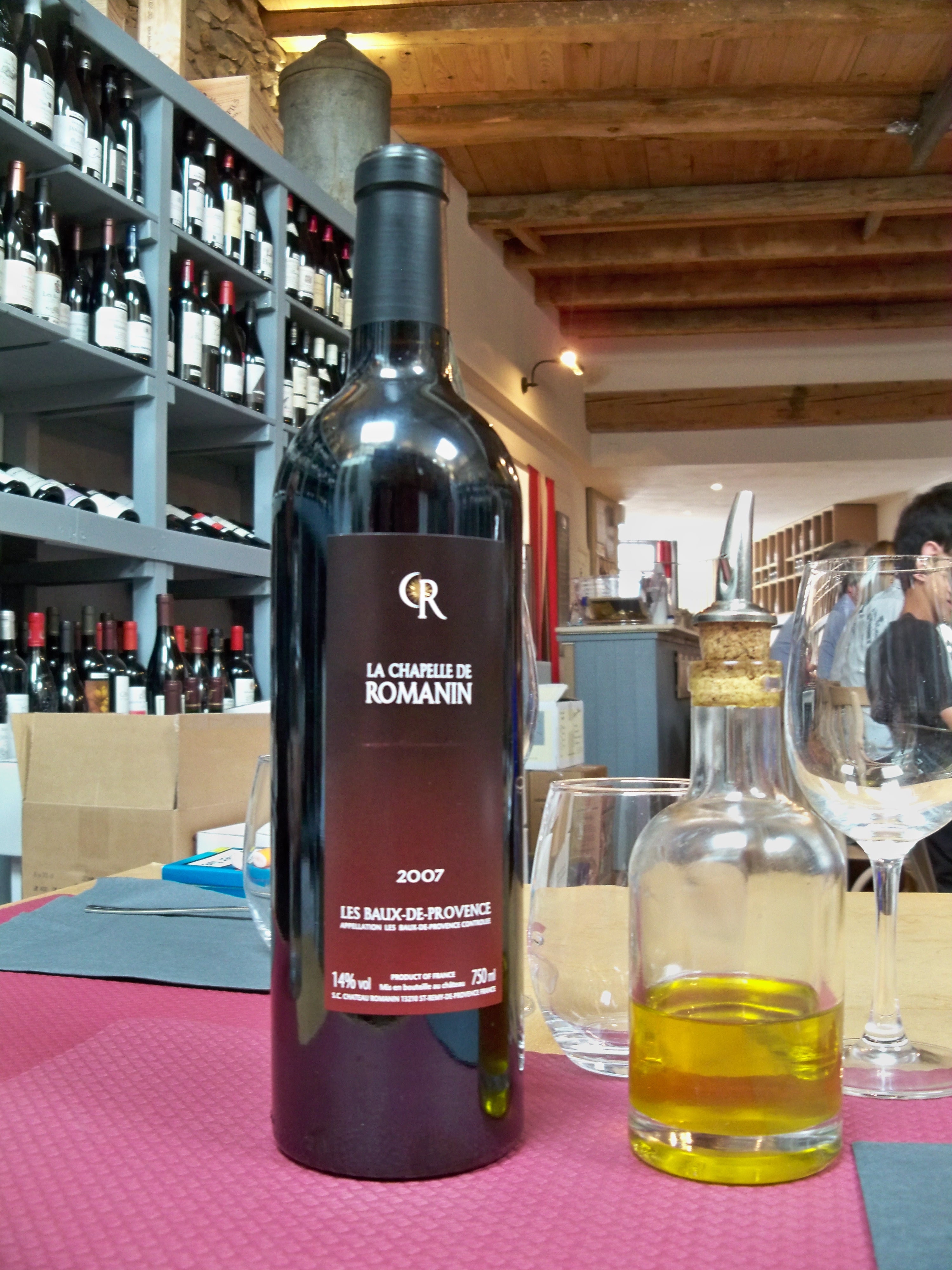
Bouteille de Chapelle de Romanin (Baux-de-Provence AOC).
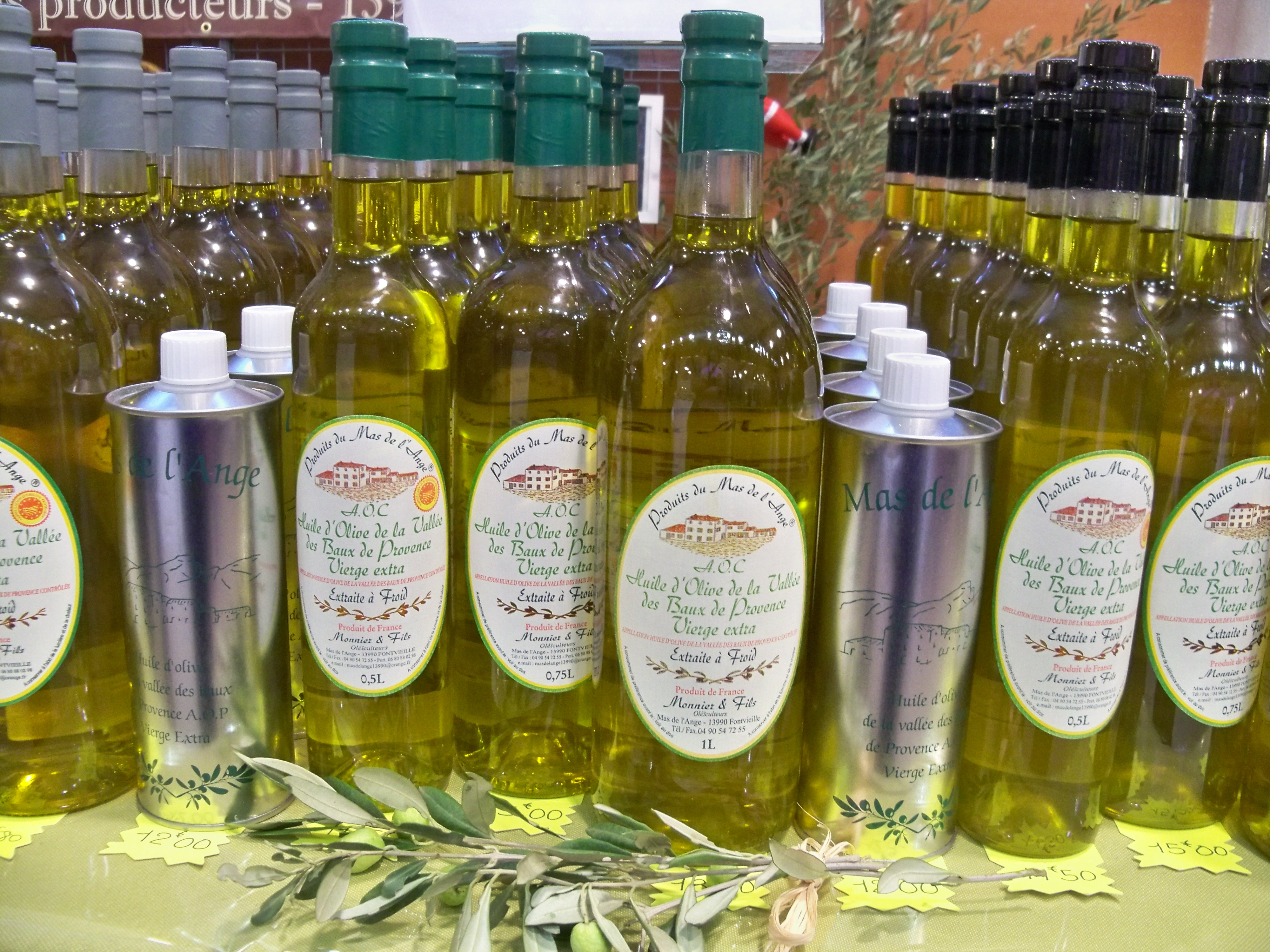
Huile d'olive des Baux-de-Provence.

### Tourisme

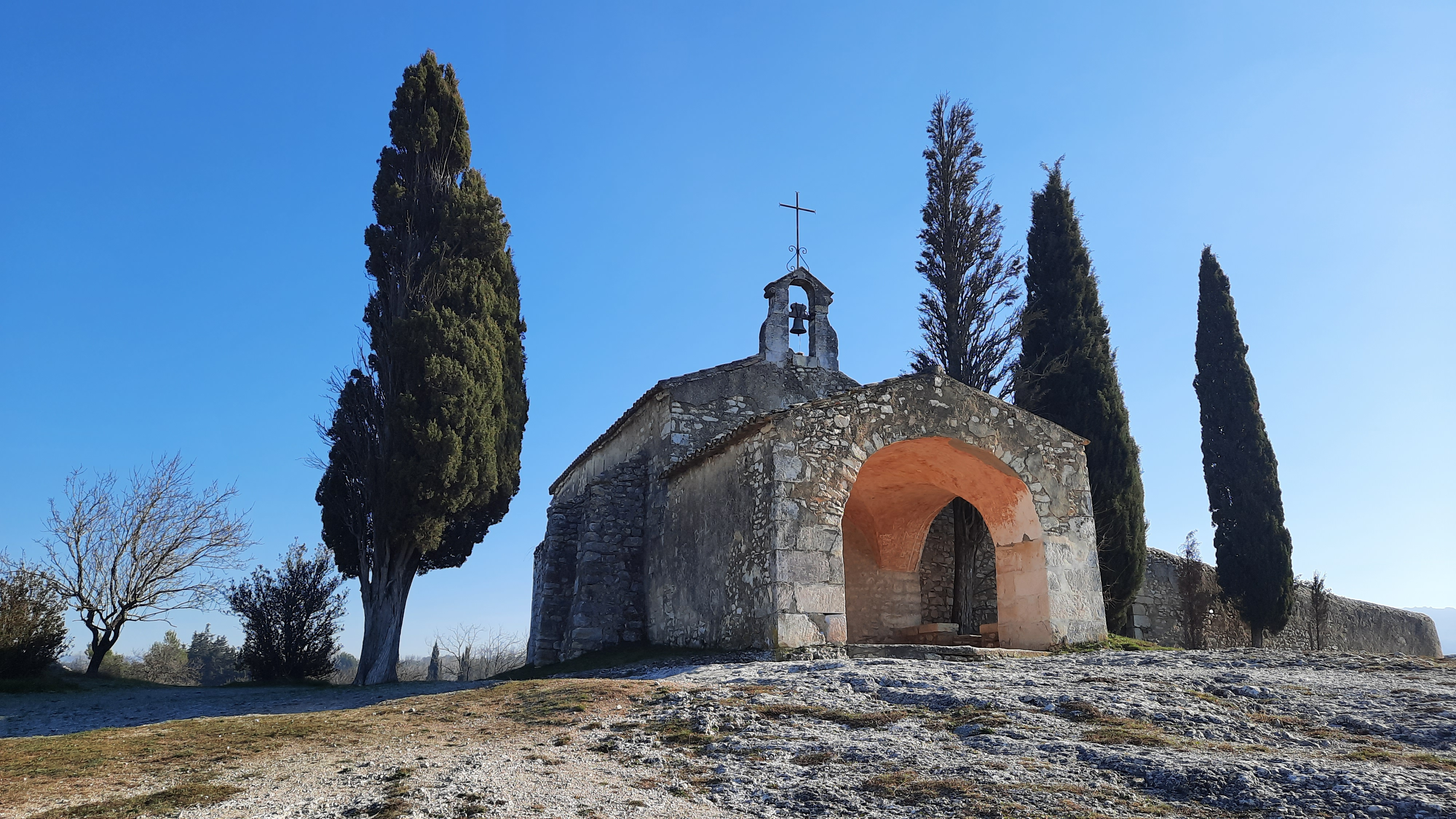
La chapelle Saint-Sixte d'Eygalières.

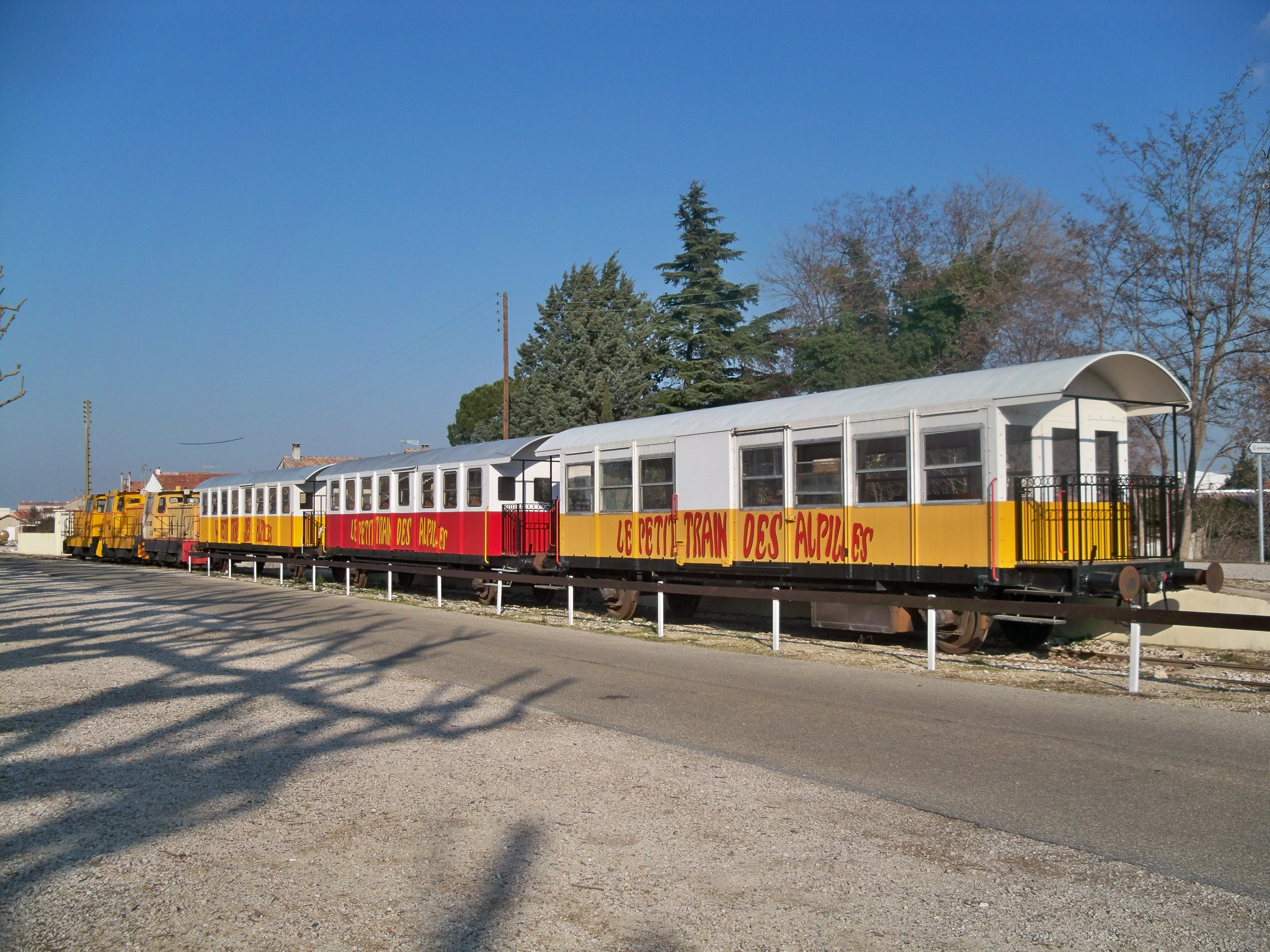
Le petit train touristique des Alpilles.

Hormis l'agriculture, l'économie la plus facilement identifiable autour du massif des Alpilles est liée au tourisme. Même les producteurs viticoles et oléicoles semblent tenir compte du développement du tourisme et de plus en plus de domaines proposent de la dégustation, voire dans certains cas de véritables cours d'initiation à l'œnologie.
On peut considérer trois principales sortes de tourisme dans les Alpilles. Tout d'abord, le tourisme historique et culturel qui s'appuie sur un patrimoine riche ou sur des festivals. Ensuite, le tourisme détente qui se traduit par un important développement des chambres d'hôtes, de l'hôtellerie et de la location saisonnière, par une concentration importante de piscines et par des animations comme des marchés provençaux. Enfin, le tourisme vert qui profite des nombreux chemins de randonnées et du cadre protégé qu'offrent le massif et ses environs.
Parmi les points d'attrait touristiques principaux figurent :
- le site des « Antiques » près de Saint-Rémy-de-Provence sur le versant nord ;
- Les Baux-de-Provence au sud ;
- un musée et une chapelle romane à Eygalières au nord-est ;
- le musée d'Alphonse Daudet installé à Fontvieille dans la reconstitution du célèbre moulin, sur une éminence liée au massif, sur la route qui mène à Arles ;
- divers autres musées dont un musée de santons.

### Sports et tourisme sportif
Les cyclistes apprécient l'ascension des cols des Alpilles (col de la Vayède, pas de la Figuière...).

### Exploitation du sous-sol
Les sols de nature calcaire du massif ont longtemps été exploités notamment pour l'extraction de pierres de construction (pierres de taille). Les sites qui en témoignent sont nombreux : Fontvieille, les Baux-de-Provence, Eygalières, etc.
Mais l'extraction de pierre n'est pas la seule exploitation du sous-sol du massif. Ainsi, la carrière d'Orgon extrait jusqu'à 900 000 tonnes de carbonate de calcium par an.
On trouve aussi des sablières, comme celle au pied du massif sur la commune de Sénas.

## Protection environnementale
Différentes entités et arrêtés protègent le massif :
- le parc naturel régional des Alpilles[26] ;
- la ZNIEFF de type 2 : les Alpilles ;
- la ZNIEFF de type 2 : chaîne des Alpilles[27] ;
- la ZICO : chaîne des Alpilles ;
- la zone de protection spéciale : les Alpilles ;
- la zone spéciale de conservation : les Alpilles ;
- l'arrêté de protection de biotope : carrière Saint-Paul et carrière Deschamps[28] ;
- l'arrêté de protection de biotope : La Caume[29] ;
- la directive paysagère (auprès de la DIREN)[30].

## Monuments et patrimoine
Plusieurs monuments sont situés aux abords ou au cœur du massif des Alpilles.

### Monuments historiques classés
Chaque commune du massif dispose d'un patrimoine protégé, aussi bien classé qu'inscrit au titre des monuments historiques. Les deux communes en comptant le plus sont Les Baux-de-Provence et Saint-Rémy-de-Provence, datant de l'Antiquité ou de la période médiévale.

Monuments historiques aux Baux-de-Provence.
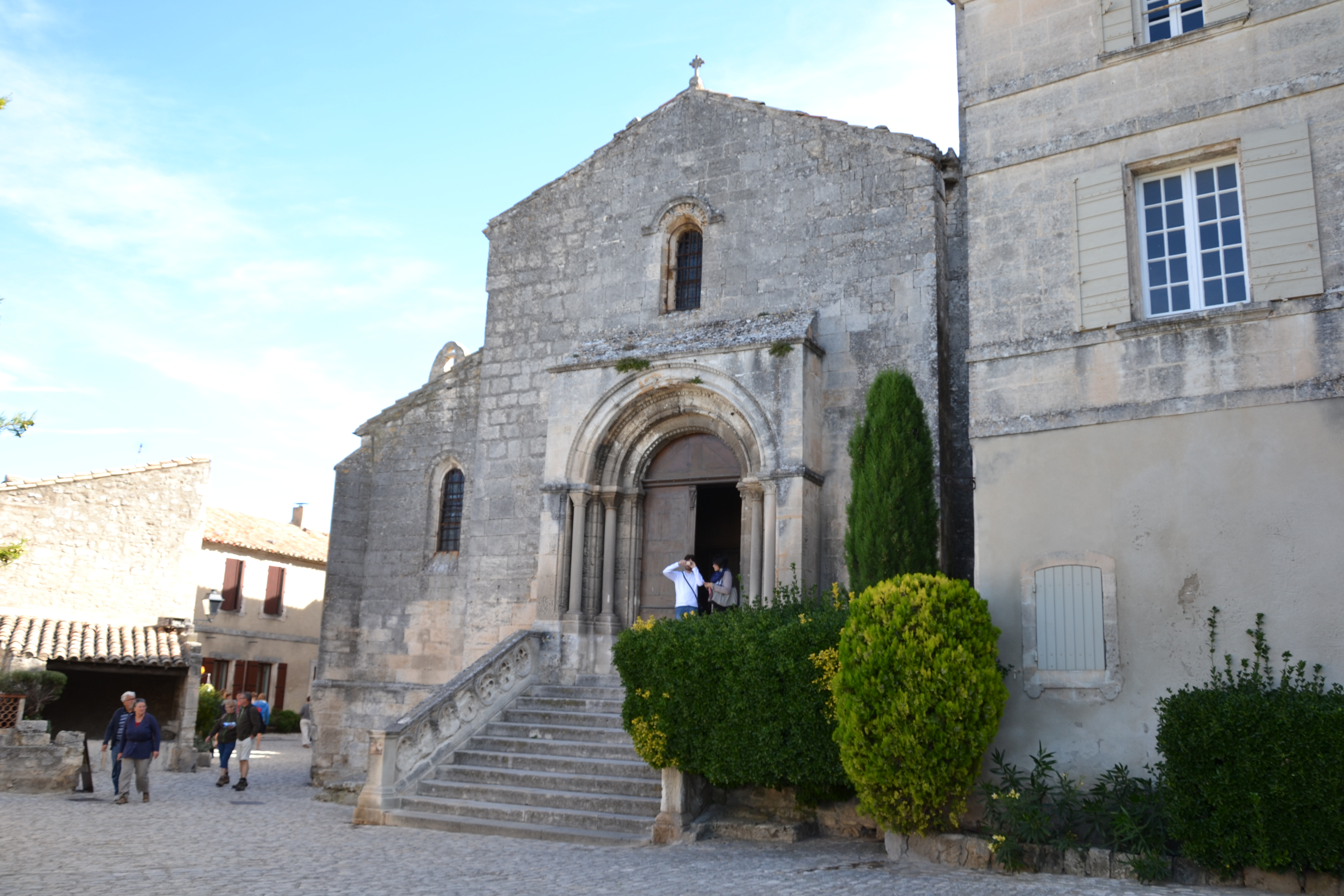
Église Saint-Vincent.
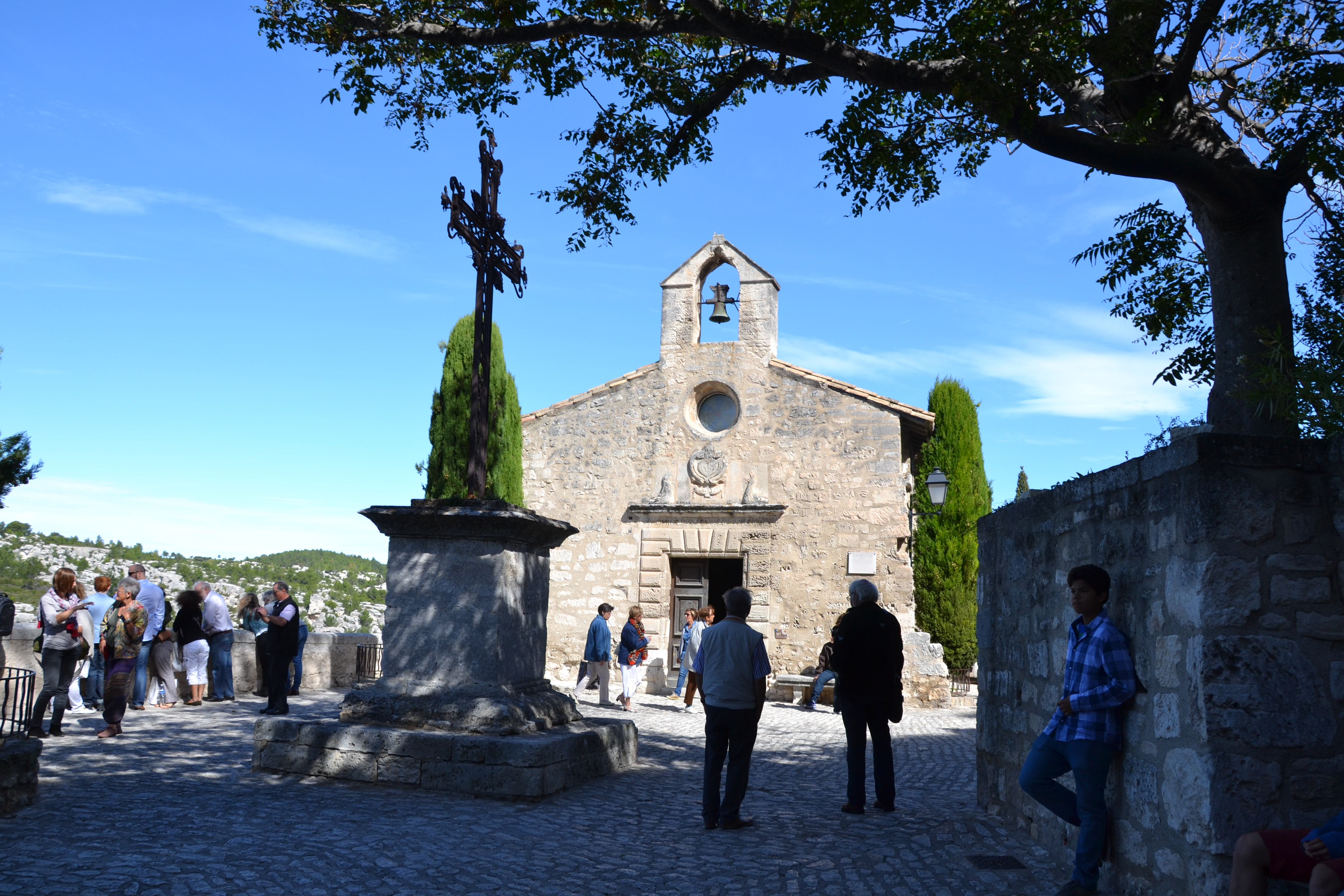
Chapelle des pénitents blancs.
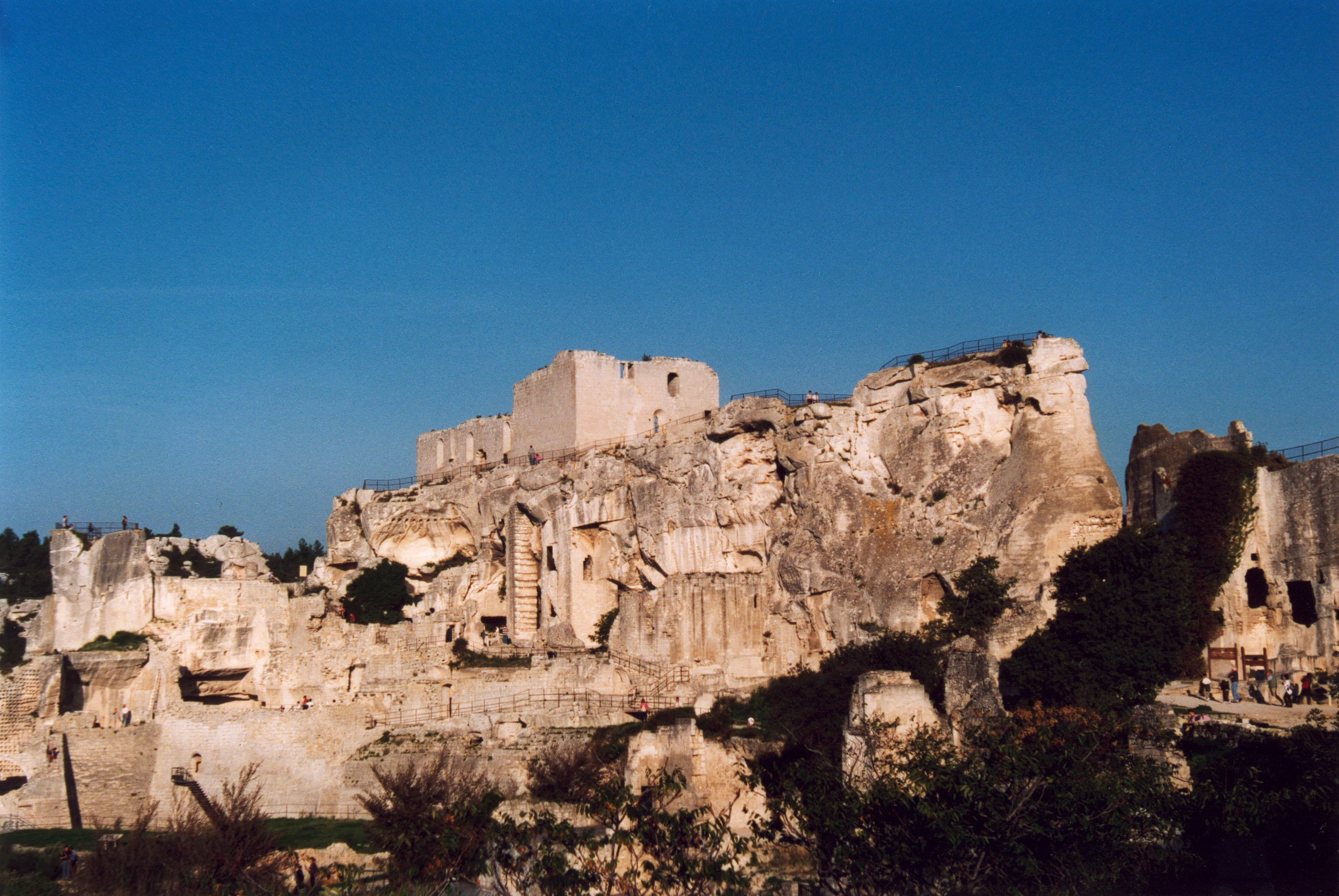
Château des Baux-de-Provence.
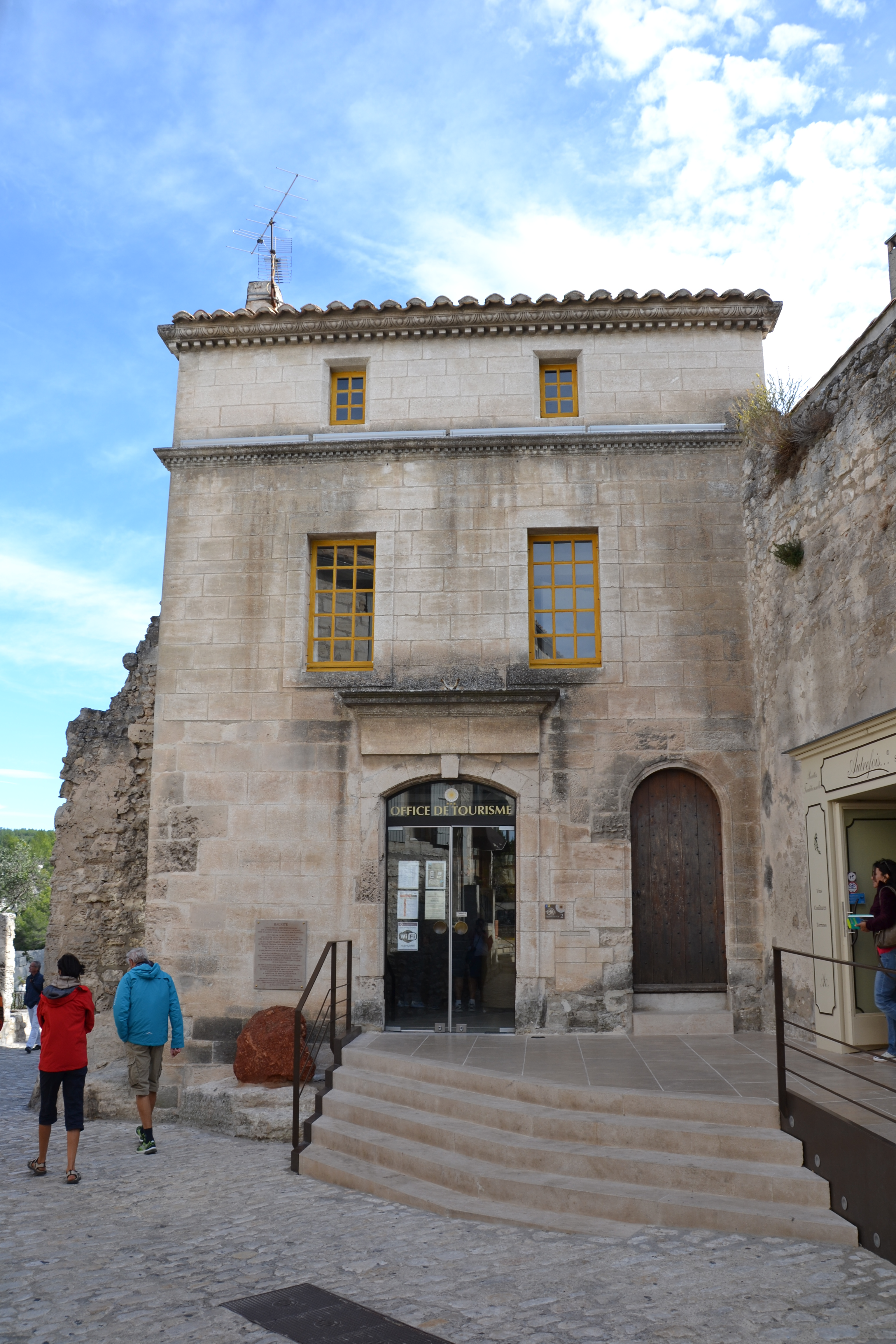
Maison du roi, actuel office du tourisme.
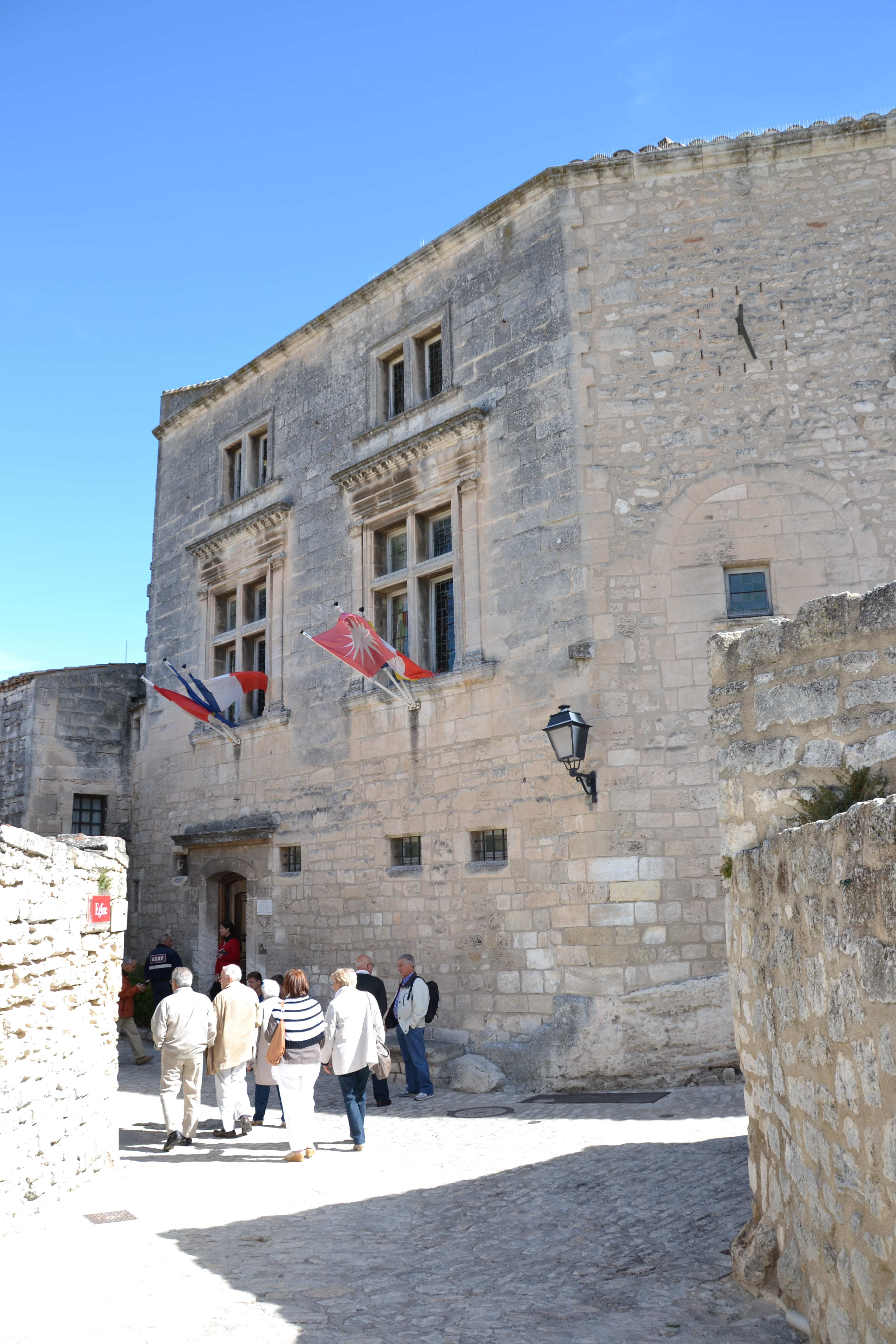
Hôtel de ville.
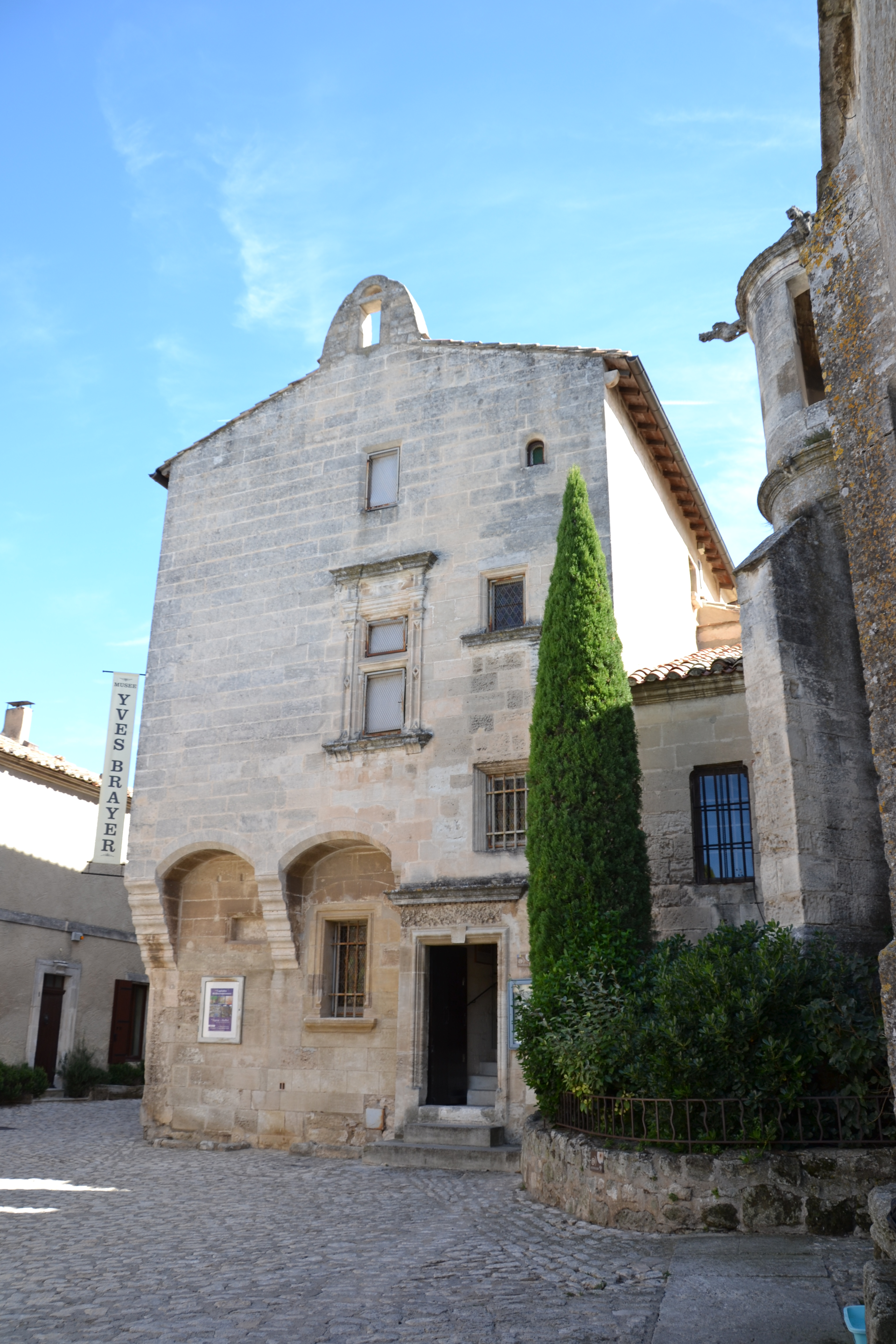
Hôtel des Porcelets.

Monuments historiques à Saint-Rémy-de-Provence.
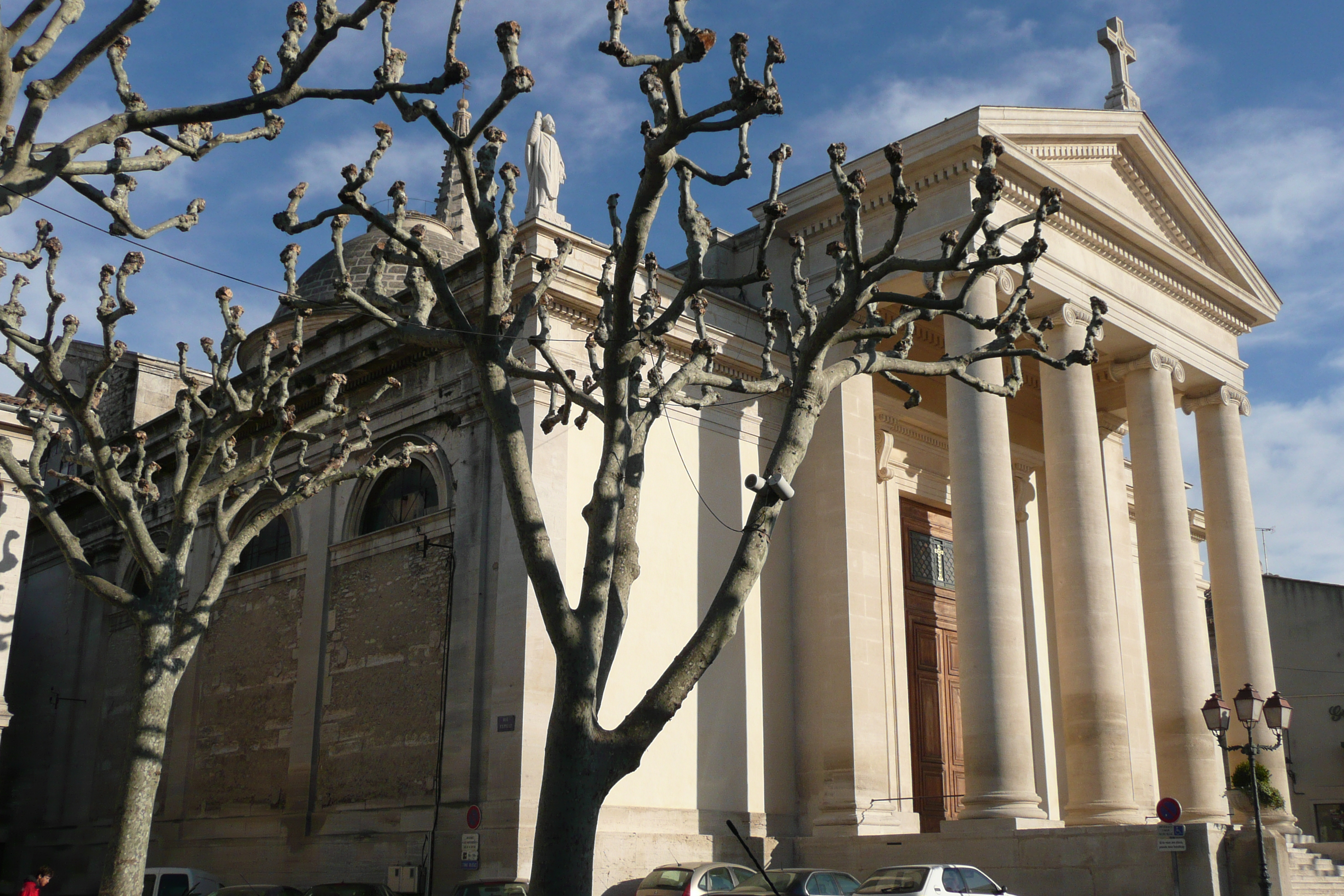
Église à Saint-Rémy-de-Provence.
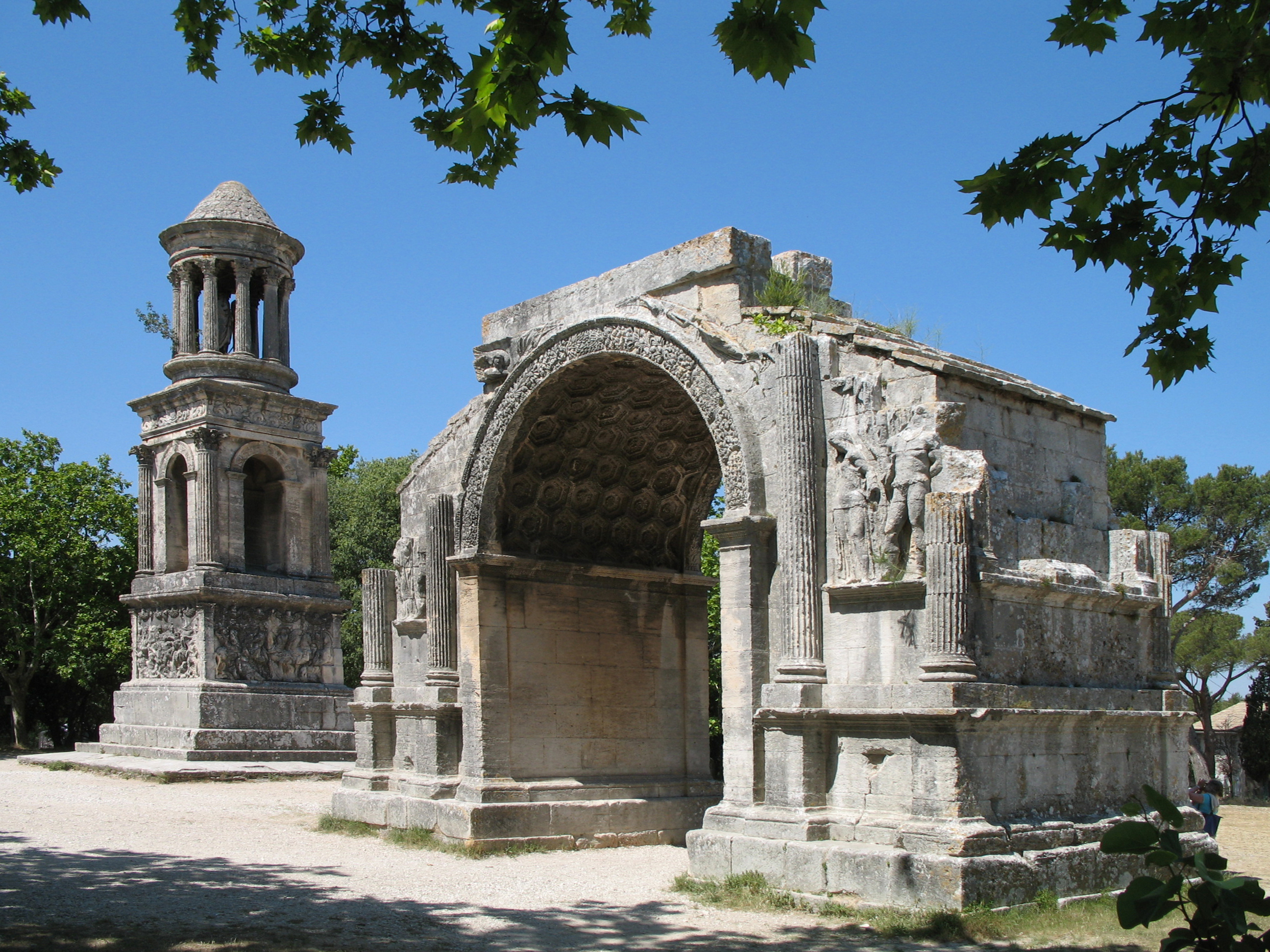
Plateau des Antiques.
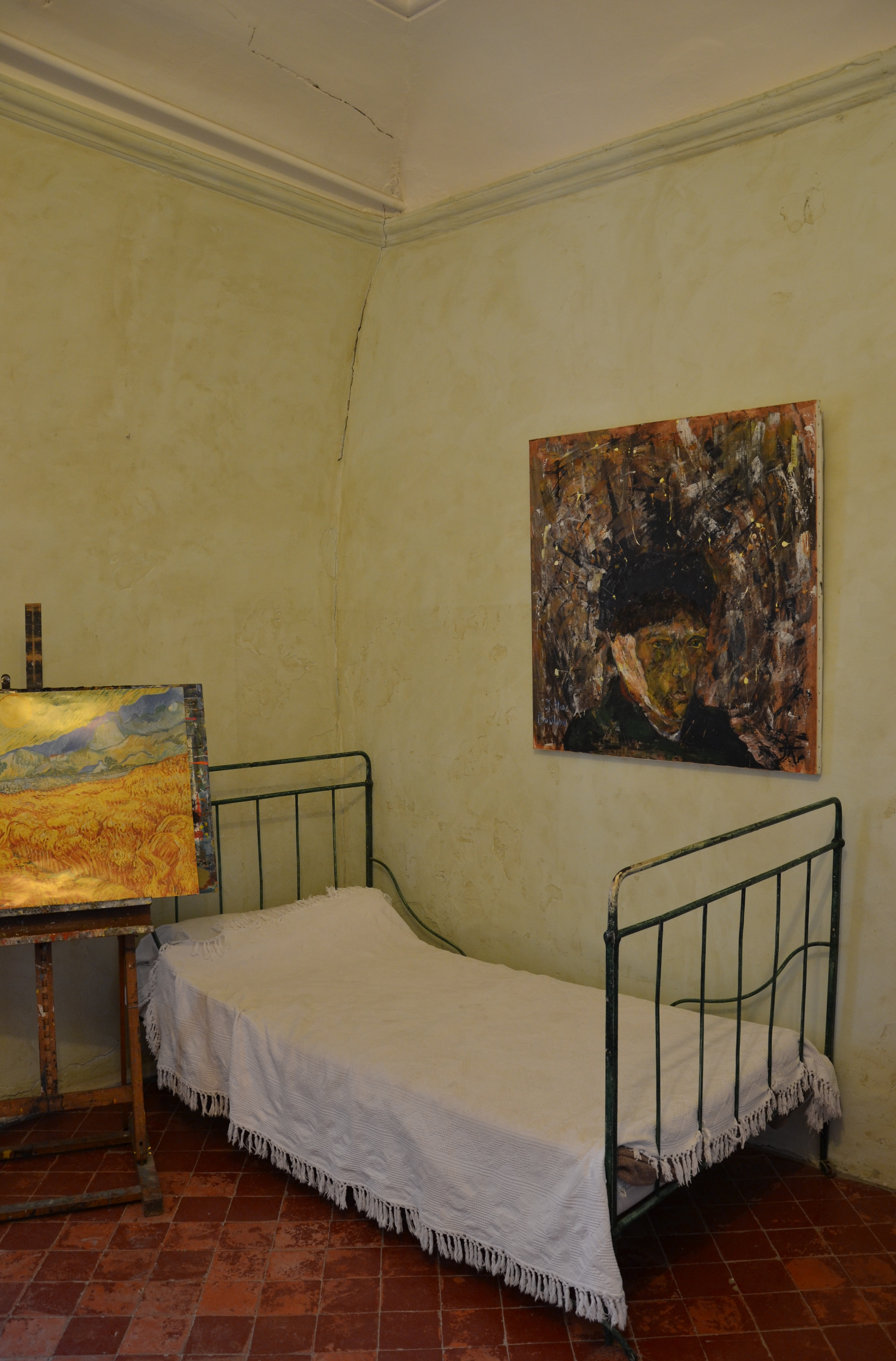
Prieuré de Saint-Paul-de-Mausole, chambre de Vincent van Gogh.
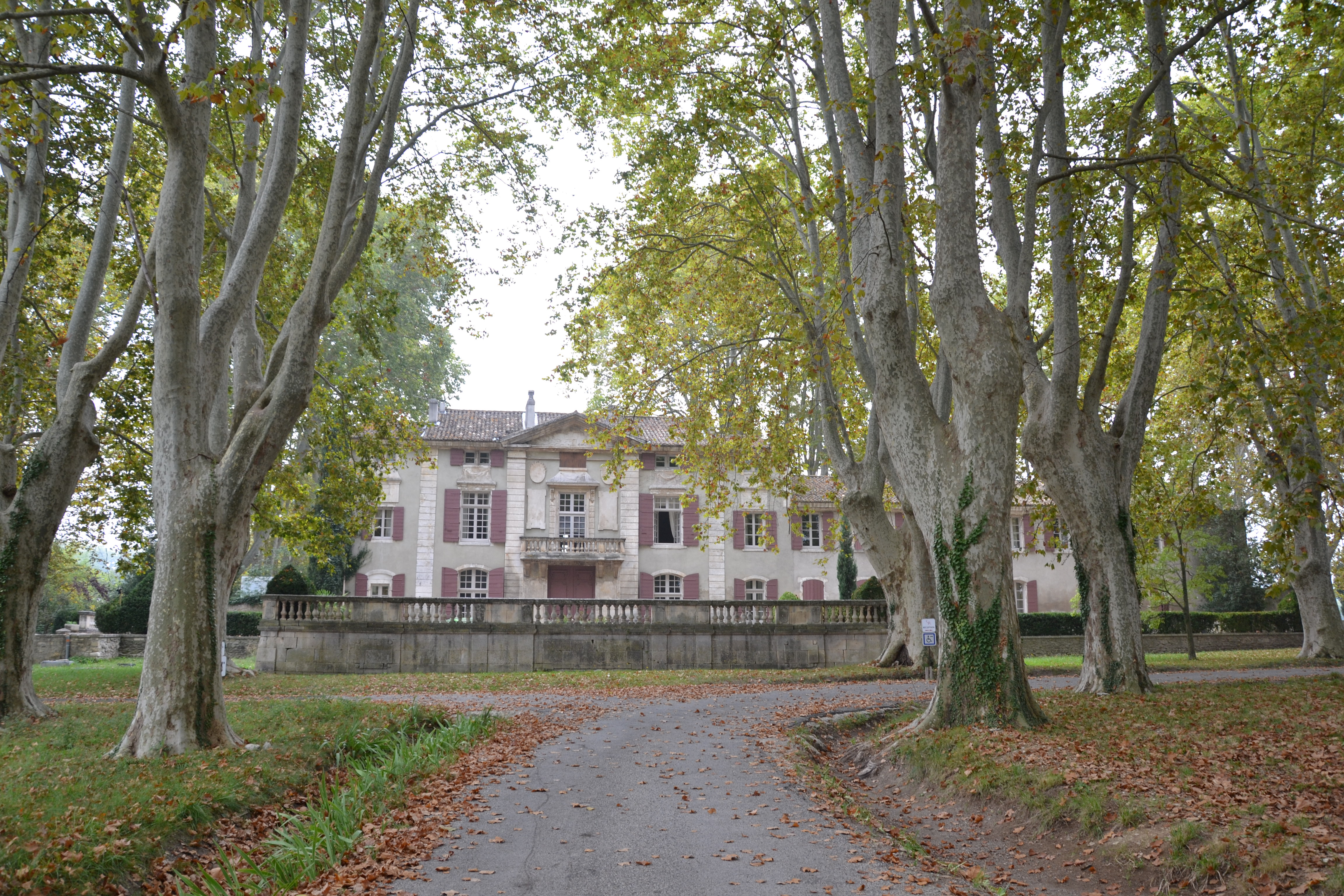
Château de Roussan.
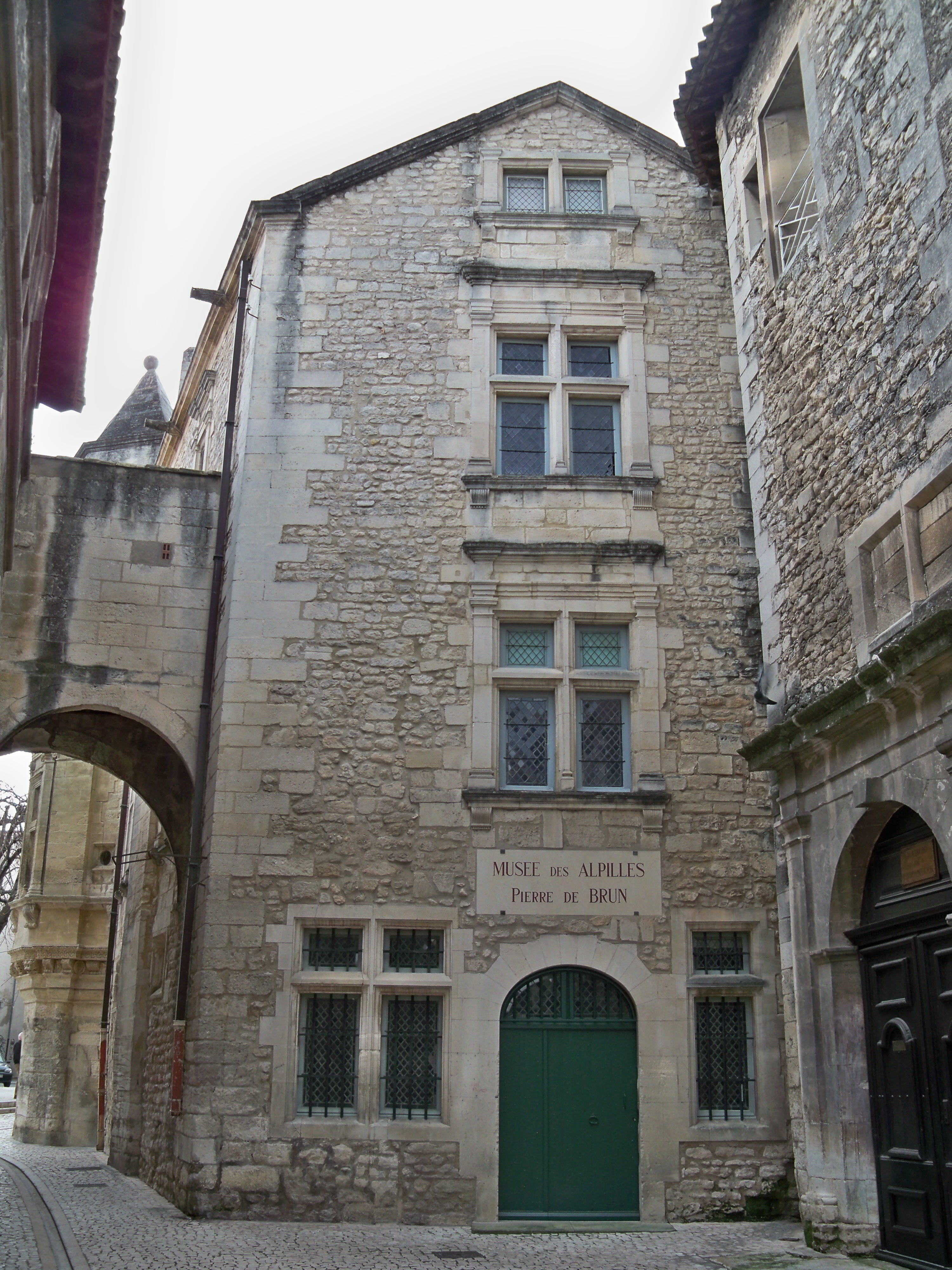
Hôtel Mondragon, musée des Alpilles.
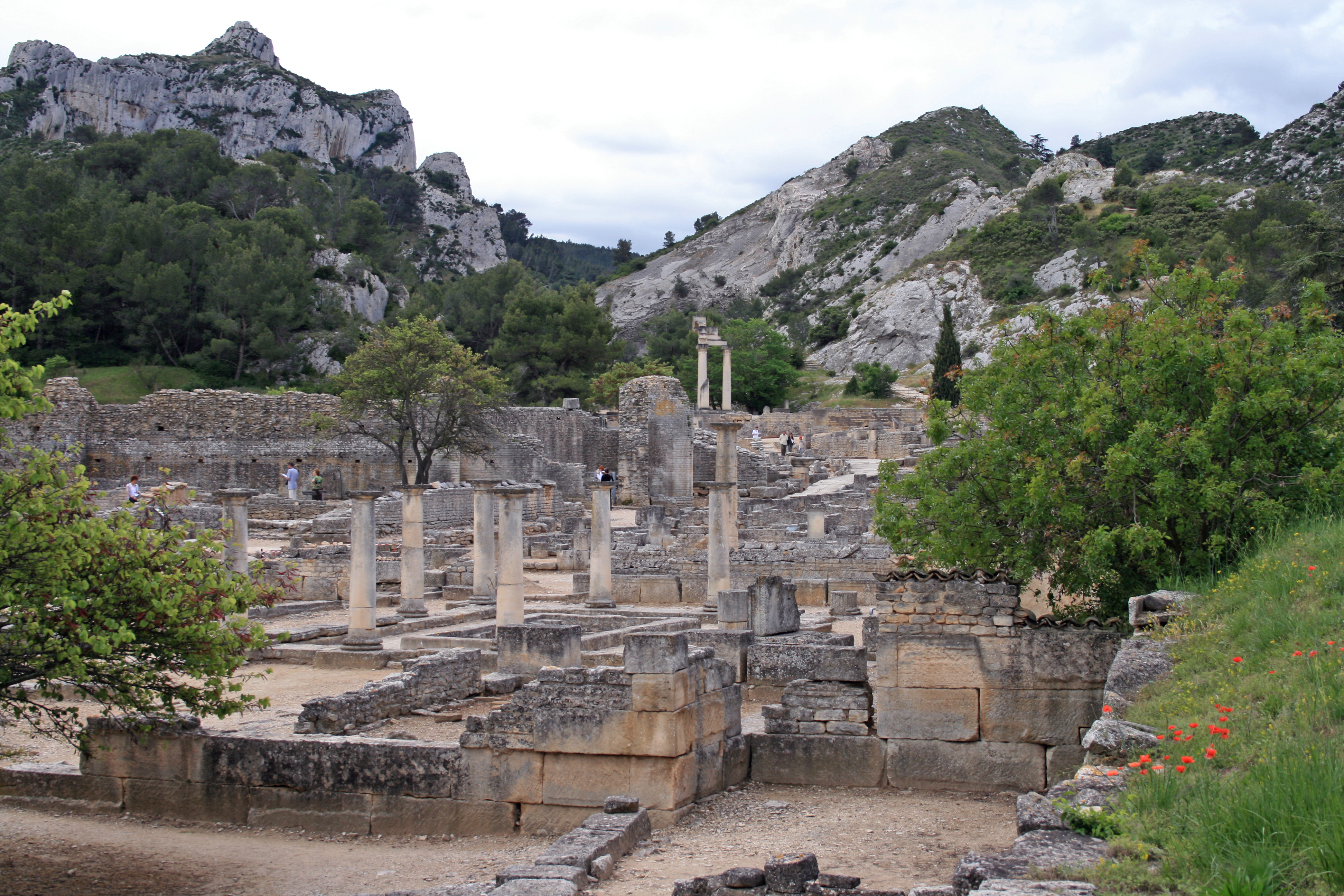
Glanum.

### Patrimoine rural

Autres patrimoines des Alpilles.
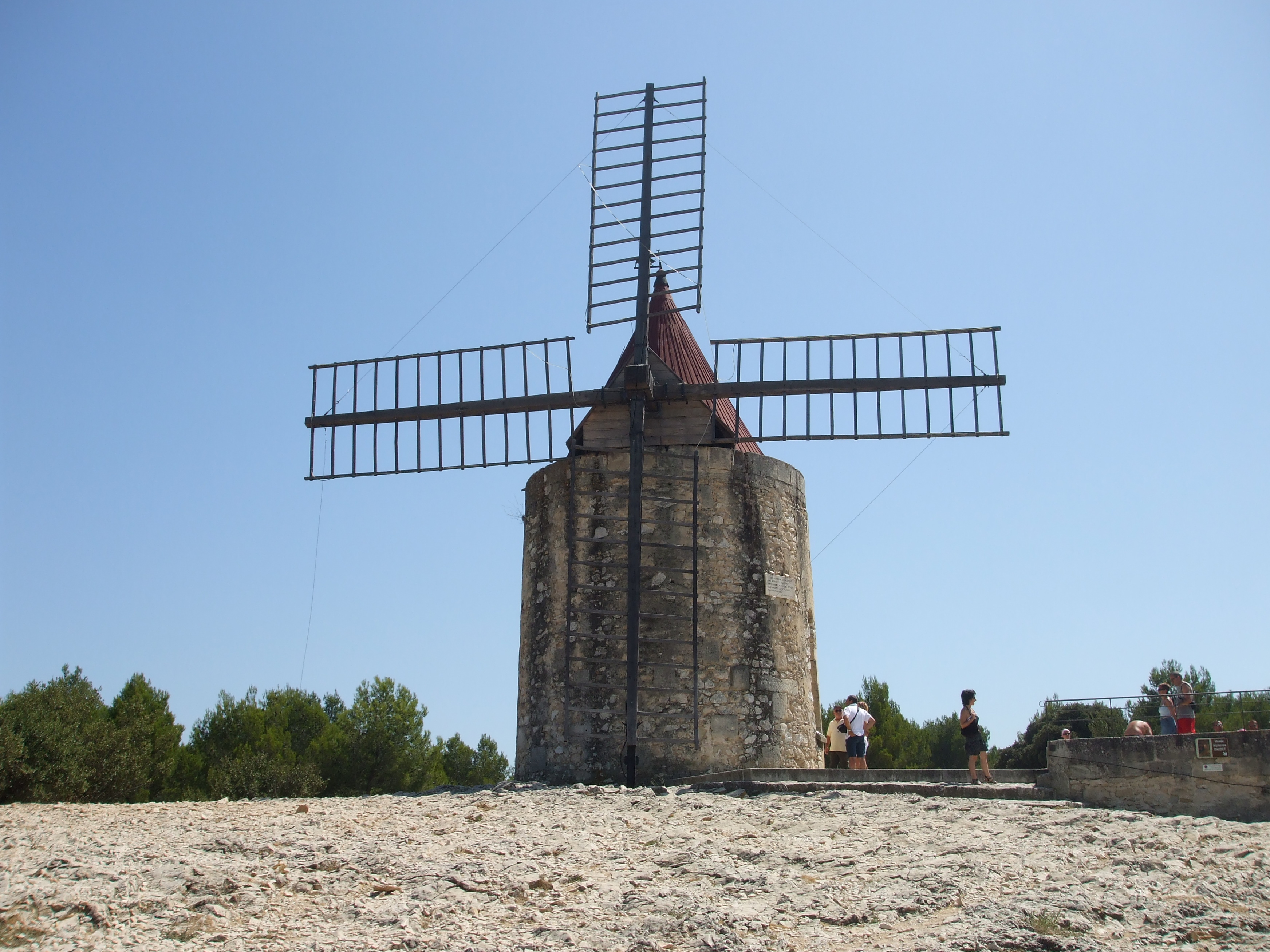
Moulin de Daudet à Fontvieille.
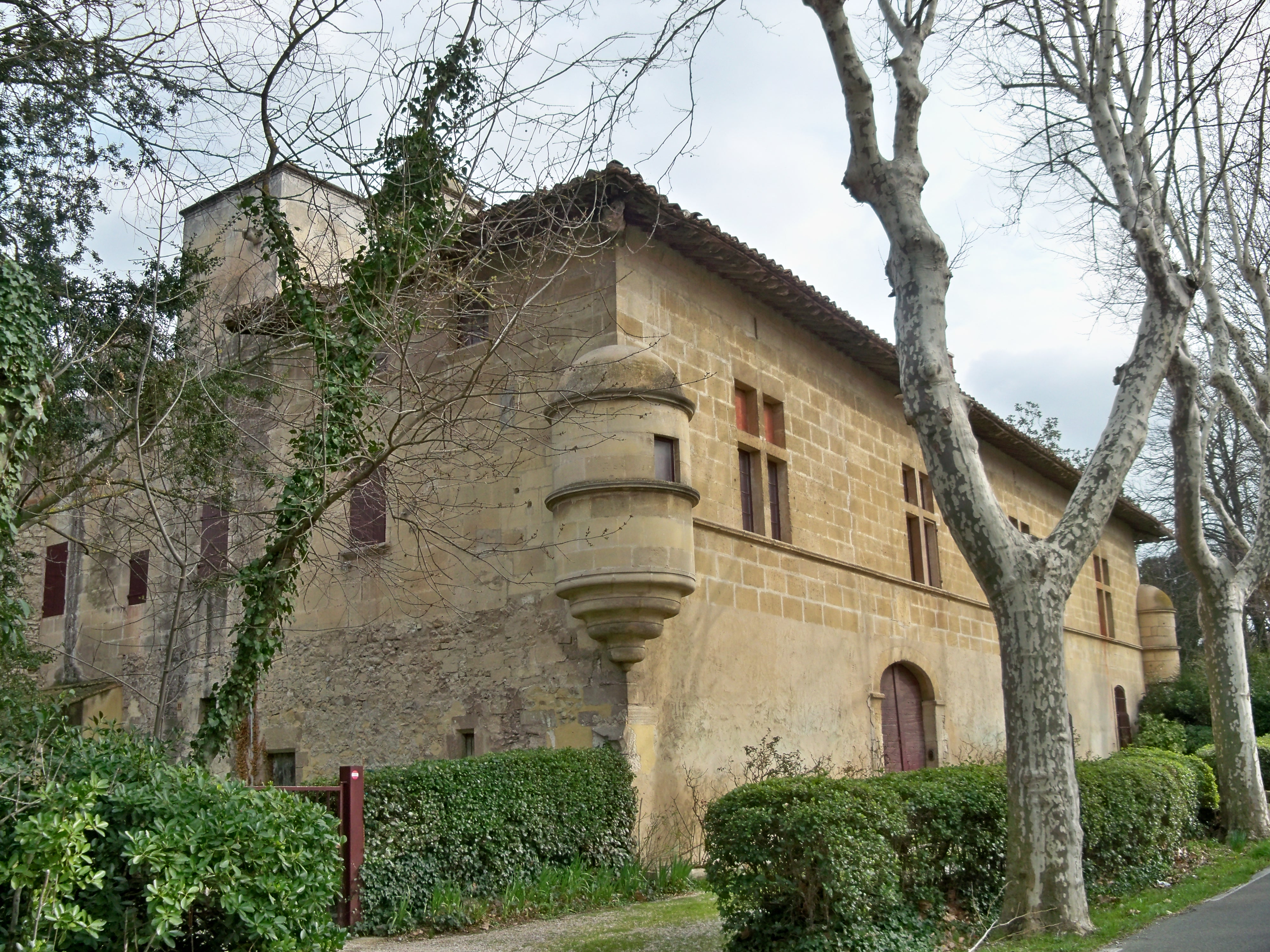
Le grand mas à Saint-Étienne-du-Grès.
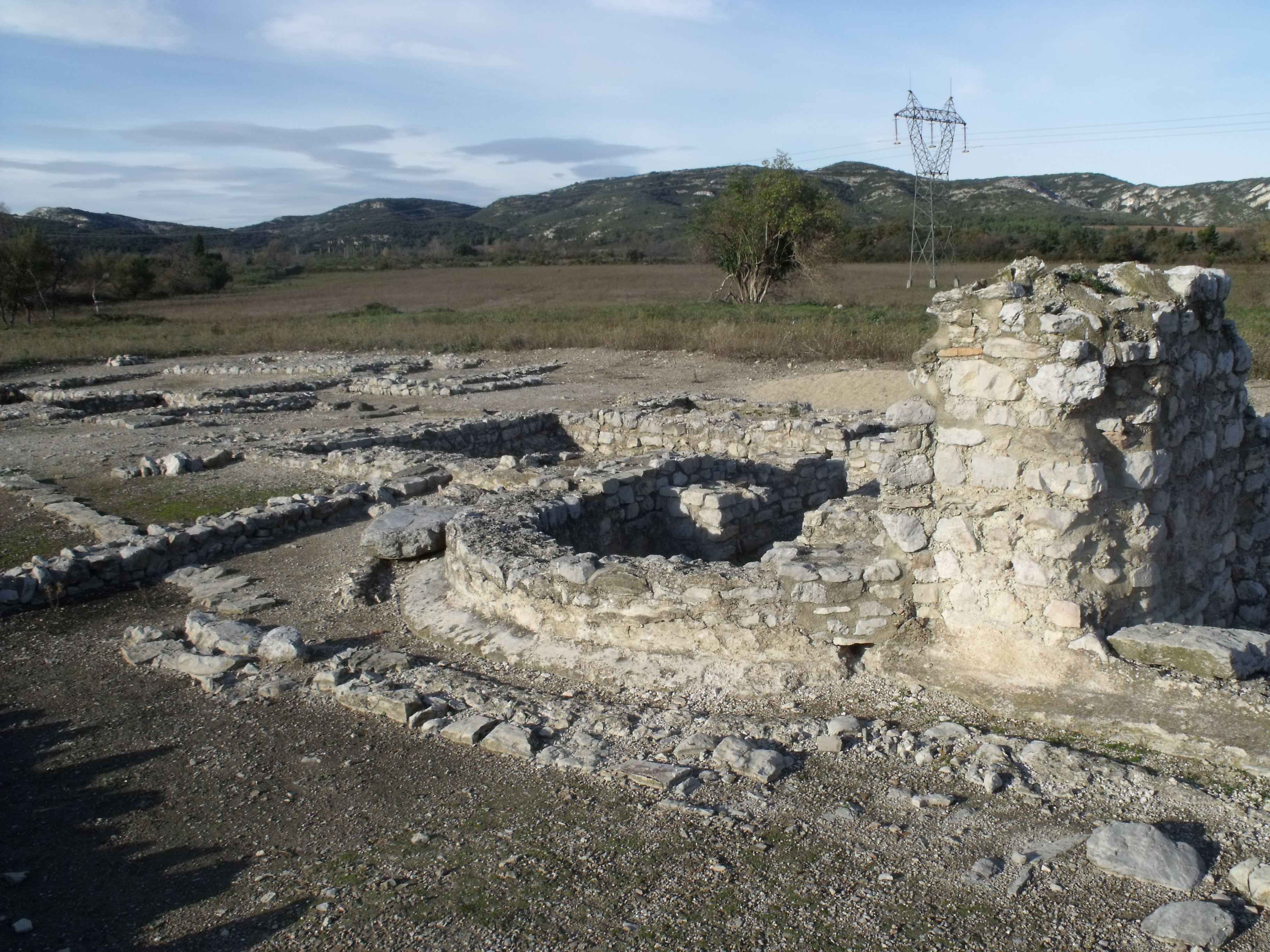
Villa gallo-romaine de Saint-Pierre de Vence à Eyguières.

## Les Alpilles dans les arts

### Littérature
Parmi les auteurs ayant écrit sur le massif, on trouve :
- Frédéric Mistral ;
- Marie Mauron ;
- Marie Gasquet ;
- Yvan Audouard ;
- Rainer Maria Rilke et Joseph Roth ;
- Alphonse Daudet avec les Lettres de mon moulin.

### Peinture
De nombreux peintres ont été inspirés par le massif des Alpilles. Parmi eux figurent Vincent van Gogh, Yves Brayer, René Seyssaud, Antoine Serra, Léopold Lelée, Jean Baltus, ou encore Auguste Chabaud.

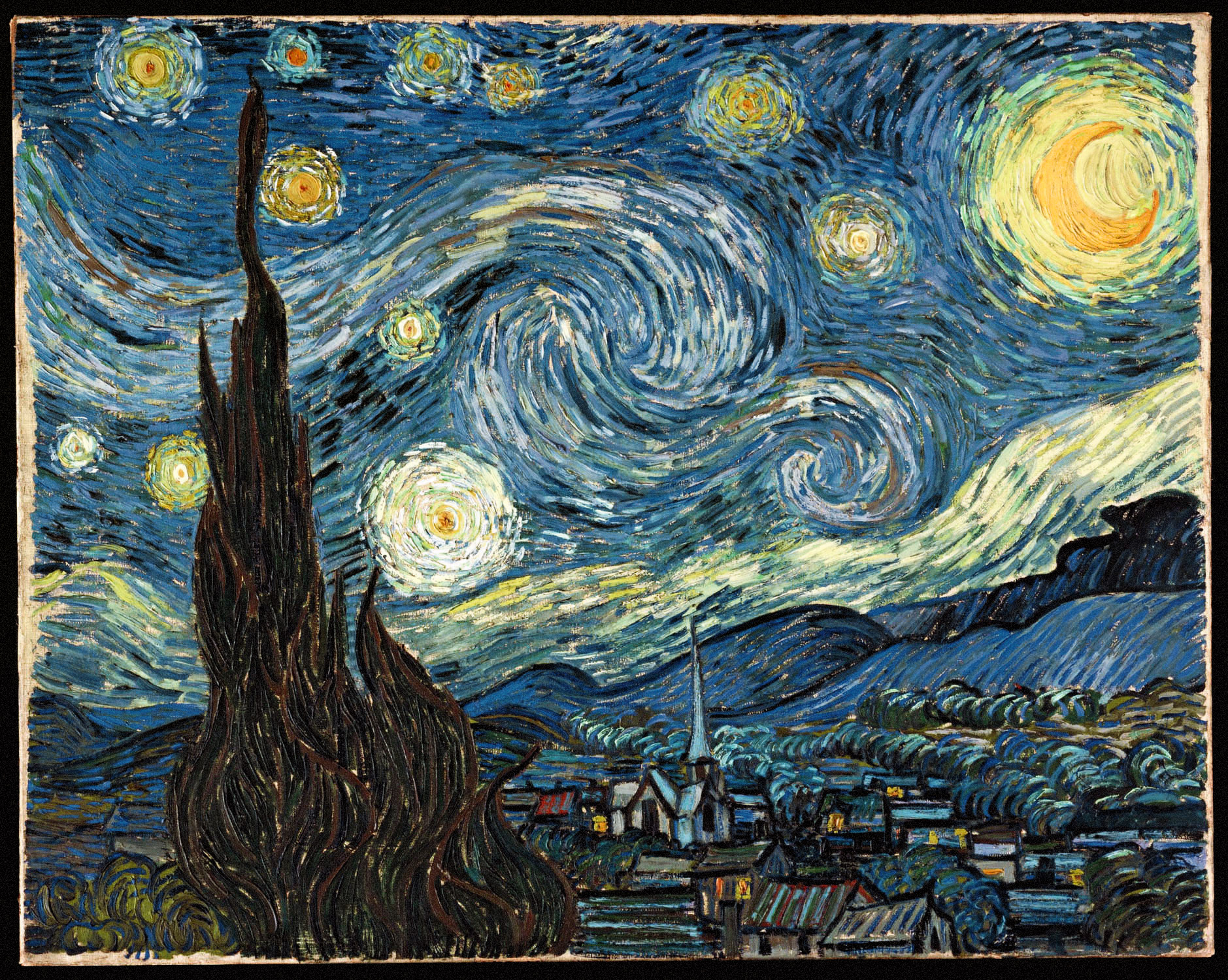
Vincent van Gogh, La Nuit étoilée (1889), musée des beaux-arts de Houston.
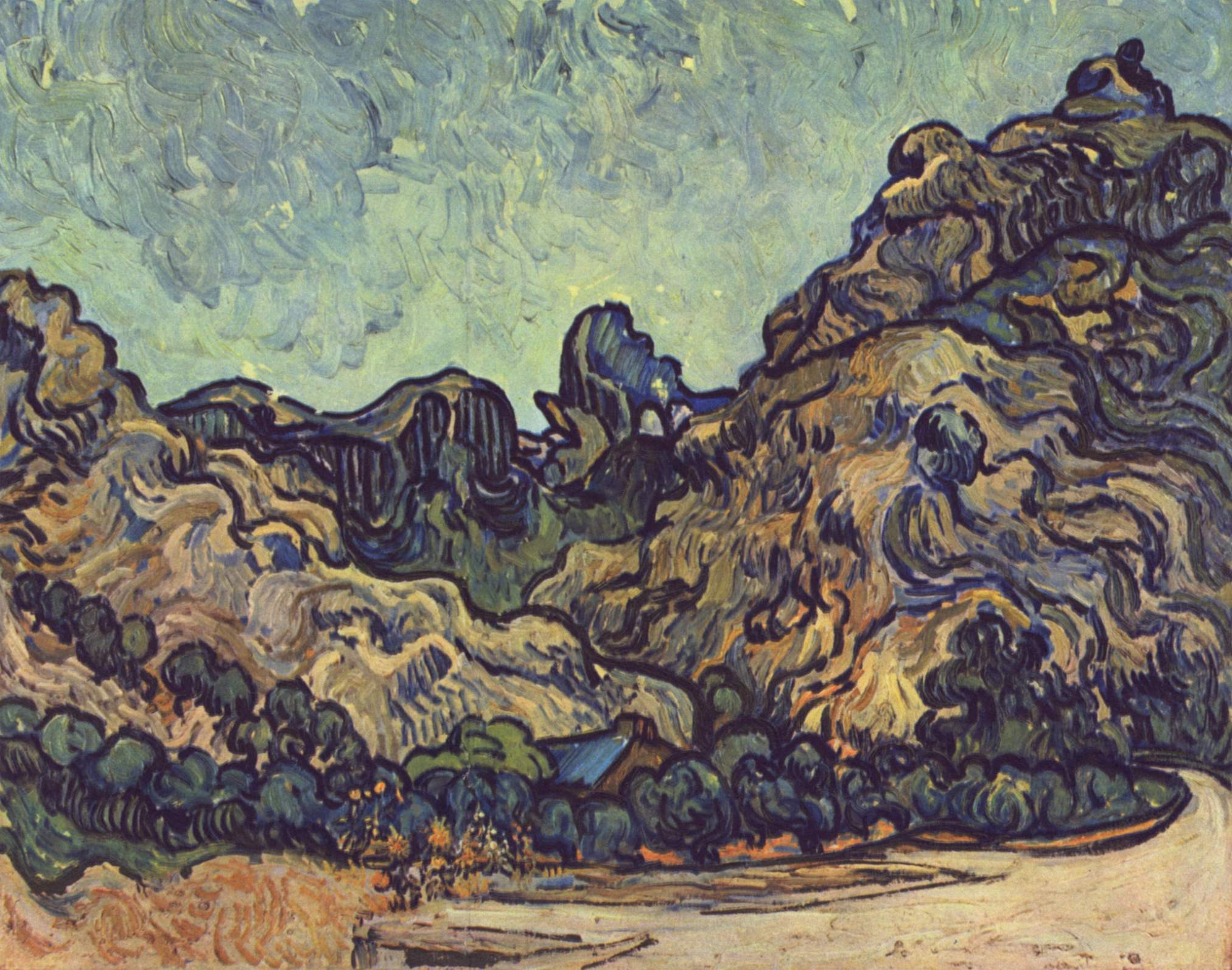
Vincent van Gogh, Les Alpilles (1889), collection J. K. Thannhauser.
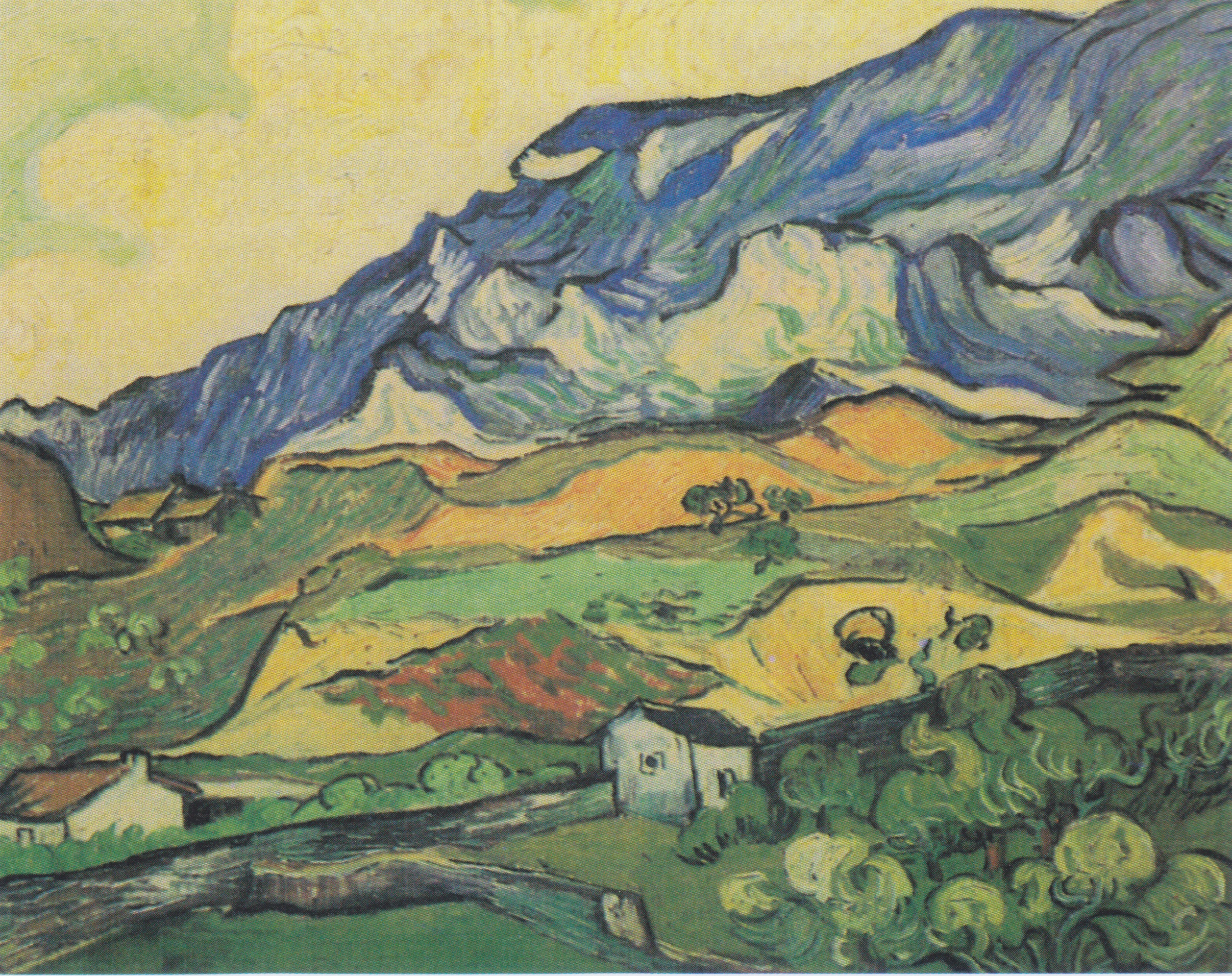
Vincent van Gogh, Les Alpilles vues de Saint-Rémy (1889), Otterlo, musée Kröller-Müller.
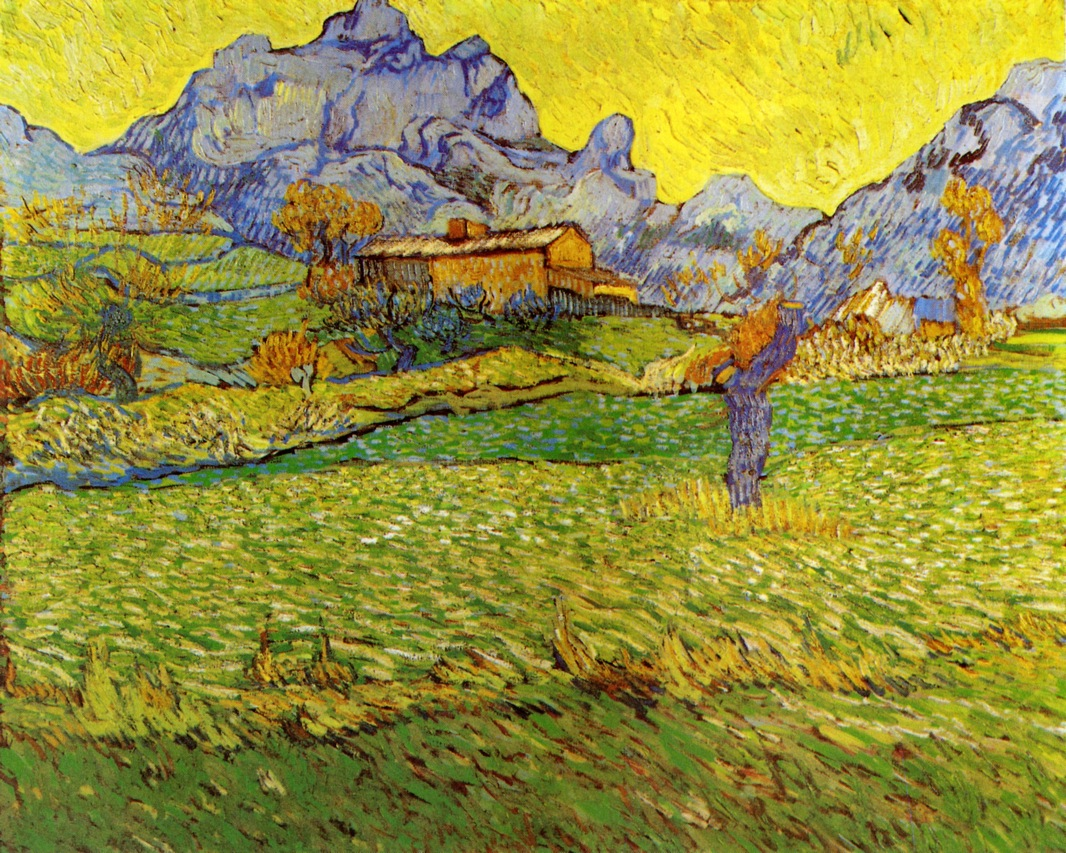
Vincent van Gogh, Le Mas de Saint-Paul (1889), Otterlo, musée Kröller-Müller.

### Cinéma
- Avis de mistral (2014), film réalisé par Rose Bosch.